# Humphrey Bogart
Humphrey Bogart (n. 25 decembrie 1899, New York City, New York, SUA – d. 14 ianuarie 1957, Los Angeles, California, SUA) născut ca Humphrey DeForest Bogart, a fost un actor american de teatru și de film, câștigător al premiului Oscar. Privit ca un adevărat simbol cultural american
Bogart este adesea considerat, atât de către unii critici de film cât și de o bună parte a iubitorilor cinematografiei, drept cel mai mare actor american de film al secolului al XX-lea. Instituția cea mai autorizată în domeniul cinematografiei din Statele Unite ale Americii, Institutul American de Film (The American Film Institute), l-a desemnat pe Bogart ca cel mai mare actor din istoria filmului american.
După ce a schimbat mai multe ocupații, în 1918 a fost marinar în Marina Statelor Unite, iar în 1921 Bogart a devenit actor. În anii 1920-1930 a participat la producții de teatru pe Broadway. Când a avut loc crahul de pe Wall Street din 1929, Bogart a debutat în cinematografie. Primul său mare succes a fost în Pădurea împietrită (The Petrified Forest, 1936), după care a jucat în filme cu gangsteri, inclusiv Îngeri cu fețe murdare (Angels with Dirty Faces, 1938), dar și în filme de categoria B, precum The Return of Doctor X (1939).
Punctul de cotitură din cariera sa a venit în 1941 odată cu lansarea filmului High Sierra și Șoimul maltez (The Maltese Falcon). Cel mai semnificativ rol romantic al său a fost alături de Ingrid Bergman în Casablanca (1942), care i-a adus prima nominalizare la premiul Oscar pentru cel mai bun actor. Au urmat și alte filme de succes, printre care A avea sau a nu avea (To Have and Have Not, 1944), Somnul de veci (The Big Sleep, 1946), Pasaj întunecat (Dark Passage, 1947) și Key Largo (1948), în care a jucat împreună cu Lauren Bacall; Comoara din Sierra Madre (1948); Regina africană (The African Queen, 1951), care i-a adus un premiu Oscar; Sabrina și Revolta de pe Caine (The Caine Mutiny, 1954). Revolta de pe Caine a marcat ultima sa nominalizare la premiul Oscar pentru cel mai bun actor.
Interpretările lui Bogart în Comoara din Sierra Madre (The Treasure of the Sierra Madre, 1948) și Într-un loc singuratic (1950) sunt acum considerate printre cele mai bune ale sale, deși nu au fost recunoscute ca atare la lansarea filmelor.
Ultima apariție pe ecran a fost filmul Calea cea grea (The Harder the Fall, 1956). În peste 30 de ani de carieră cinematografică, Bogart a apărut în 75 de lungmetraje. Fumător și băutor înrăit, Bogart a murit de cancer esofagian în ianuarie 1957.

## Biografie timpurie

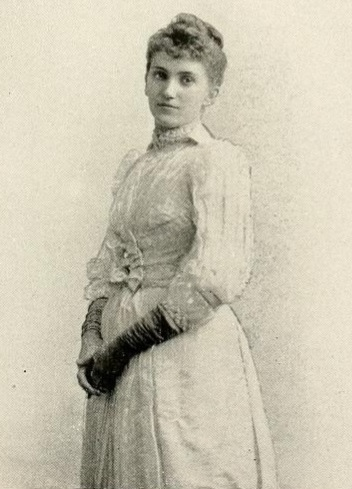
Mama sa, Maud Humphrey, în American Women, carte din 1897

Humphrey Bogart s-a născut la 25 decembrie 1899, în ziua de Crăciun, la New York, ca fiul lui Belmont DeForest Bogart (iulie 1867, Watkins Glen - 8 septembrie 1934, New York) și al Maudei Humphrey (1868-1940). Belmont și Maud s-au căsătorit în iunie 1898. Tatăl lui Bogart era presbiterian, iar mama lui aparținea Bisericii Episcopale. Bogart a fost crescut în religia mamei sale. Părinții săi au avut o căsătorie nefericită, Humphrey era cel mai mare dintre cei trei copii și a avut două surori, Frances (Pat) și Catherine Elizabeth (Kay). Numele Bogart este de origine olandeză, "Bogaert".
Ziua de naștere a lui Bogart a făcut obiectul unor controverse. Data de 25 decembrie 1899 (ziua de Crăciun) a fost considerată o legendă creată de Warner Bros. pentru a romantiza imaginea sa și multă vreme s-a crezut că data reală a nașterii era 23 ianuarie 1899. Acum aceste îndoieli sunt recunoscute ca nefondate. Cu toate că nu a fost găsit niciun certificat de naștere, nașterea lui Bogart a fost menționată într-un ziar din New York la începutul lunii ianuarie 1900, iar acest lucru este confirmat de recensământul din 1900. Ultima soție a lui Bogart, actrița Lauren Bacall, a insistat întotdeauna pe data de 25 decembrie.
Tatăl lui Bogart era un chirurg specializat în chirurgia inimii și a plămânilor. Mama ei a fost ilustratoare de publicitate, care a studiat în New York și Franța, inclusiv la studioul lui James Abbott McNeill Whistler, iar mai târziu a devenit artistul șef al revistei pentru femei The Delineator și a fost o sufragetă militantă. Maud a folosit un desen al bebelușului Humphrey într-o companie publicitară pentru Mellins Baby Food. În cei mai buni ani ai ei, a câștigat 50 de mii de dolari pe an, iar soțul ei doar 20 de mii. Familia Bogart a locuit într-un apartament din Upper West Side și a avut un teren de 55 de ari unde se afla o cabană elegantă pe malul lacului Canandaigua Lake în nordul statului New York. Când era tânăr, grupul de prieteni al lui Bogart ar fi jucat piese de teatru lângă acest lac.
Părinții erau fiecare ocupat cu propria carieră și adesea se certau - copiii nu aveau parte de multă afecțiune. Bogart a spus în acest sens:
Educația mea nu a fost plină de sentimentalism, dar a fost foarte simplu. Un sărut, în familia noastră, era un eveniment. Mama și tatăl nostru nu s-au gândit la mine sau la cele două surori ale mele.

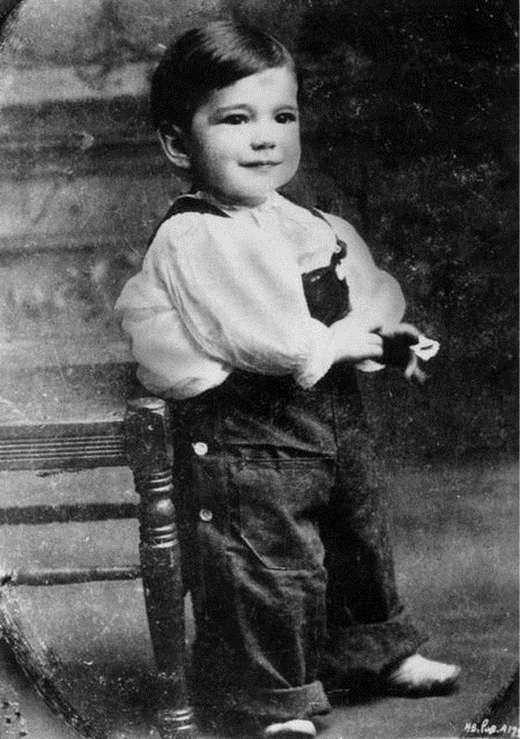
Humphrey Bogart în copilărie (1900)

În copilărie, Bogart a fost tachinat pentru buclele sale, pentru curățenia sa, pentru portretele sale „drăguțe” pe care mama sa le-a pictat, pentru hainele sale în stilul „Micul lord” („Little Lord Fauntleroy)” și pentru numele Humphrey. De la tatăl său, Bogart a moștenit acrimonia, pasiunea pentru pescuit, dragostea pentru ambarcațiunile cu vele și atracția față de femeile puternice.
Bogart a studiat la școala privată Delancey până în clasa a cincea, apoi a urmat prestigioasa Școală Trinity din orașul New York. El a fost un elev indiferent, morocănos, care nu și-a arătat interesul pentru activitățile extrașcolare. Bogart a urmat ulterior Academia Phillips din  Andover, Massachusetts, unde a fost admis pe baza legăturilor de familie.  Deși părinții săi sperau că va merge mai departe la Universitatea Yale, în 1918 Bogart a părăsit Academia Phillips. Au fost arătate mai multe motive; potrivit unuia, a fost expulzat pentru că l-a aruncat pe director (sau pe un îngrijitor) într-un iaz din campus. Un alt motiv ar fi fost fumatul, băutura, performanța academică slabă și (posibil) comentariile inadecvate făcute personalului. Într-un al treilea scenariu, Bogart a fost retras de tatăl său pentru că nu a reușit să-și îmbunătățească notele. Părinții săi au fost profund dezamăgiți de planurile lor eșuate privind viitorul său.

### Marina Statelor Unite
În primăvara anului 1918, fără opțiuni de carieră, Bogart a cedat iubirii sale față de mare și s-a înrolat în Marina Statelor Unite. El a reamintit mai târziu:
La optsprezece ani, războiul era o chestie grozavă. Paris! Franțuzoaice! Al naibii de fierbinte!
Bogart a servit pe nave care transportau soldați din Europa după armistițiul de la Compiegne și a fost considerat un marinar model.

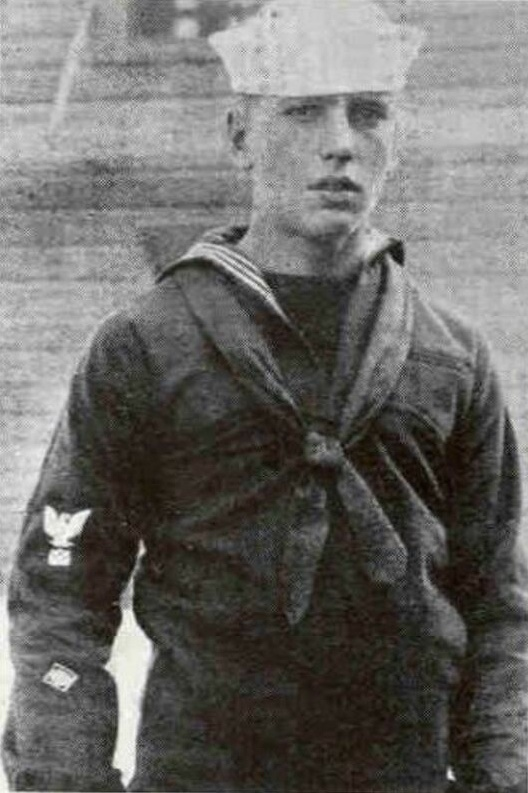
Înrolându-se la 18 ani în marina SUA în 1918, Bogart a fost înregistrat ca un marinar model.

Este posibil ca cicatricea lui Bogart să fi apărut în timpul serviciului său naval, dar circumstanțele reale sunt neclare. Potrivit unei versiuni, în timpul bombardamentului navei SS Leviathan (anterior Vaterland), buza i-a fost deteriorată de șrapnel, deși unii susțin că nu a mers pe mare până la semnarea armistițiului de la Compiegne din 1918. Potrivit unei alte versiuni, care a fost susținută de prietenul lui Bogart, scriitorul Nathaniel Benchley, Bogart a fost rănit în timp ce transporta un deținut la închisoarea militară din Portsmouth. Prizonierul l-a rugat pe Bogart să-i dea voie să fumeze și, în timp ce căuta chibrituri, l-a lovit cu pumnii în față, rănindu-i buza și a scăpat. În cele din urmă, prizonierul a fost prins... Conform cărții lui Darwin Porter Humphrey Bogart: The Early Years, cicatricea a apărut după o ceartă cu tatăl său.
Când Bogart s-a dus la medic, cicatricea se formase deja. Bogart i-a spus mai târziu actorului David Niven: „Nenorocitul de medic, în loc s-o coase a făcut o mizerie”. Niven spune că, întrebat despre cicatrice, Bogart i-a răspuns că a fost rezultatul unui accident din copilărie. Niven susține că poveștile care spun că cicatricea a apărut în timpul războiului au fost inventate de studiourile de film. Dar în descrierile lui Bogart legate de anii postbelici, cicatricea nu este menționată, așa că poate a apărut mai târziu. Când actrița Louise Brooks l-a cunoscut pe Bogart în 1924, avea o cicatrice pe buza superioară, pe care Belmont a vindecat-o doar parțial înainte ca Bogart să înceapă o carieră cinematografică în 1930. Ea susține că cicatricea nu i-a afectat vorbirea în niciun fel.

## Carieră timpurie
Când Bogart s-a întors acasă, a descoperit că tatăl său era bolnav, practica sa medicală șovăielnică și o mare parte din averea familiei pierdută în investiții proaste în exploatarea forestieră. În timpul serviciului militar, Bogart obișnuia să fie independent de familia sa. A protestat împotriva minciunilor și snobismului, nu a recunoscut puterea nimănui, a încălcat limitele obișnuite ale decenței. El va transmite aceste trăsături personajelor sale de film.

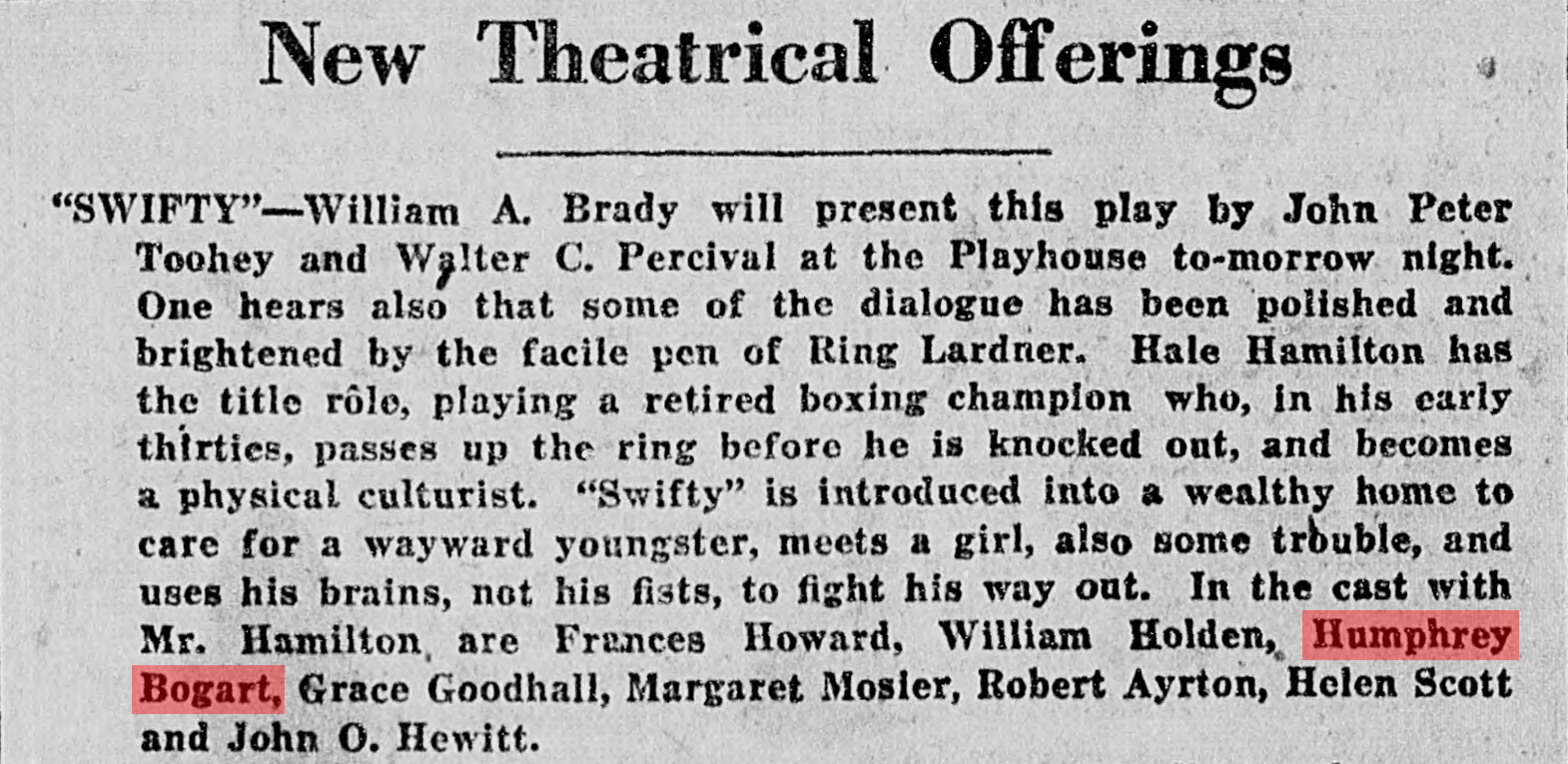
Bogart a fost lăudat într-o recenzie de ziar din 15 octombrie 1922 a piesei Swifty: „Humphrey Bogart, în rolul tânărului Tom Proctor, a făcut o treabă excelentă în principal".

După serviciul său naval, a lucrat ca expeditor și vânzător de obligațiuni, alăturându-se United States Coast Guard Reserve.
Bogart și-a reluat prietenia cu Bill Brady Jr. (al cărui tată avea legături cu industria spectacolului) și a obținut un post de birou la noua companie World Films a lui William A. Brady. Deși a vrut să lucreze ca scenarist, regizor și producător, nu a excelat la nimic. Bogart a fost director de scenă pentru piesa A Ruined Lady, scrisă de fiica lui Brady, Alice. A debutat în teatru câteva luni mai târziu ca un majordom japonez în piesa Drifting a lui Alice din 1921 (în care a avut o linie nervoasă de dialog) și a apărut în mai multe dintre piesele ei ulterioare.
Cu toate că Bogart a fost crescut să creadă că actoria era o meserie modestă, îi plăceau orele târzii la care lucrau actorii și atenția pe care o primeau. Și-a petrecut timpul liber în speakeasies (clădiri ilicite unde se vindeau băuturi în perioada prohibiției), bând abundent. Astfel a ajuns să fie dependent de alcool. O bătaie în această perioadă într-un astfel de bar a fost, de asemenea, o presupusă cauză a cicatricei lui Bogart, care se potrivește cu relatarea lui Louise Brooks.
Nu a luat niciodată lecții de actorie, ci și-a urmărit cu încăpățânare și perseverență meseria. În 1922-1935 a apărut în cel puțin șaptesprezece producții de pe Broadway.  A jucat roluri secundare romantice în comedii ușoare. Criticul Alexander Walcott a scris despre interpretările timpurii ale lui Bogart: „De obicei, acestea sunt descrise cu bunăvoință ca inadecvate”. Alți recenzori au fost mai amabili. Heywood Brown a scris despre rolul său din Nerves: „Humphrey Bogart oferă cea mai eficientă performanță...”  Lui Bogart nu i-au plăcut rolurile sale minore timpurii."

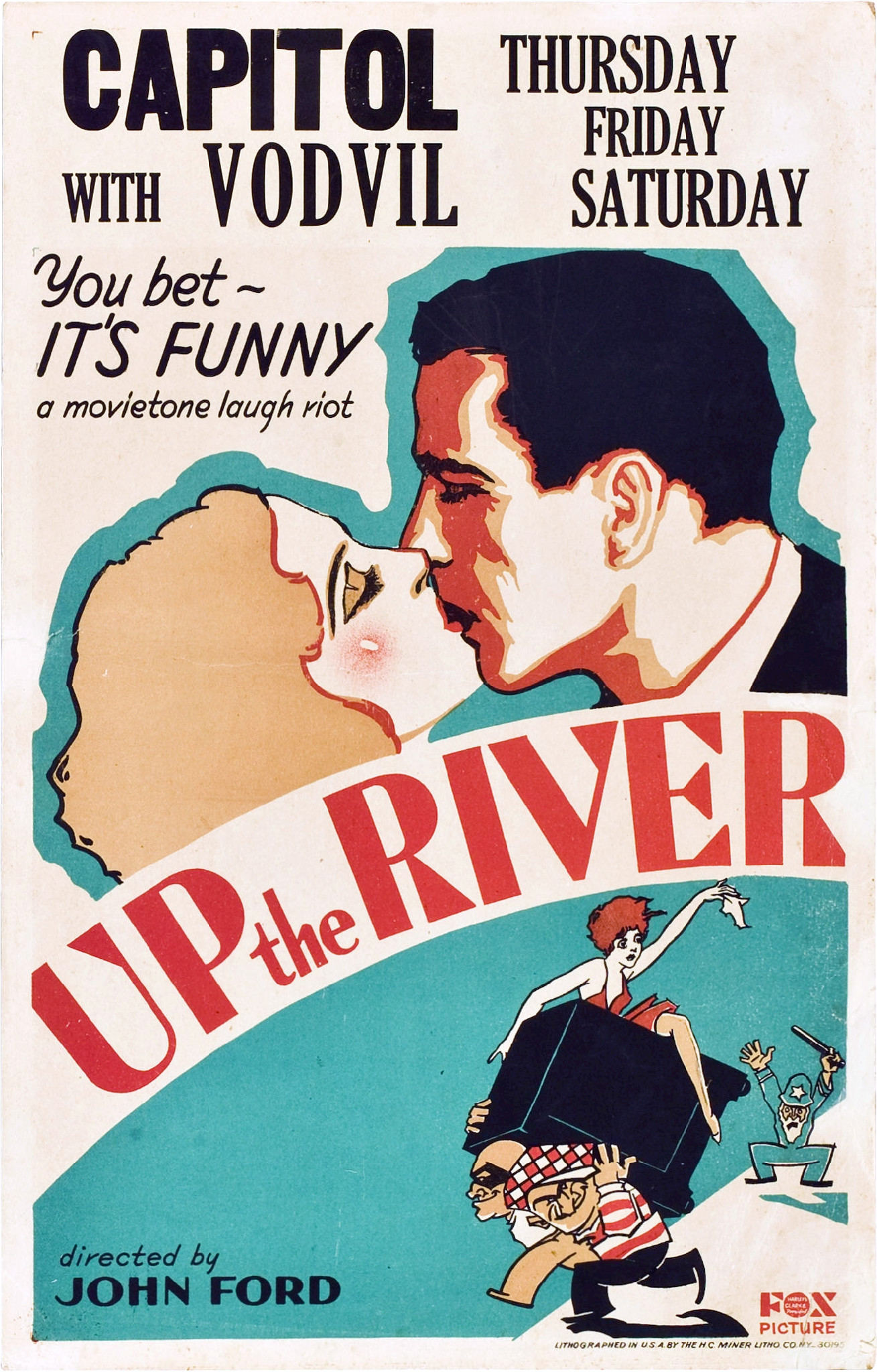
Claire Luce și Bogart pe un afiș promoțional al filmului din 1930 Up the River, unde a întâlnit vedeta Spencer Tracy

La începutul carierei sale, interpretând în piesa Drifting la Playhouse Theatre în 1922, Bogart a cunoscut-o pe actrița Helen Menken. S-au căsătorit la 20 mai 1926 la New York, au divorțat la 18 noiembrie 1927, dar au rămas prieteni. Menken a declarat în dosarul de divorț că Bogart și-a apreciat cariera mai mult decât căsătoria, citând neglijența și abuzul. La 3 aprilie 1928, s-a căsătorit cu actrița Mary Philips. La fel ca Mencken, aceasta avea un temperament fierbinte și, de asemenea, era actriță. A cunoscut-o pe Phillips în 1924 când jucau în piesa Nerves.

### De pe Broadway la Hollywood
După prăbușirea pieței bursiere din 1929, producțiile de teatru au scăzut dramatic, iar mulți actori s-au îndreptat spre Hollywood. Primul film al lui Bogart a fost scurtmetrajul The Dancing Town (1928), în care a jucat alături de Helen Hayes, o copie completă a filmului fiind pierdută. De asemenea, a jucat alături de Joan Blondell și Ruth Etting în scurtmetrajul Broadway's Like That (1930), care a fost găsit în 1963.
Bogart a semnat apoi cu Fox Film Corporation pentru 750 de dolari pe săptămână. A devenit prieten și partener de băutură al actorului de pe Broadway, Spencer Tracy, pe care îl admira. În 1930, Tracy l-a numit pentru prima dată pe Bogart „Bogie”. Tracy și Bogart au apărut pe ecran împreună o singură dată - în filmul sonor timpuriu al lui John Ford Up the River (1930), unde au jucat rolurile unor prizonieri. A fost filmul de debut al lui Tracy. Este prima dată când Bogart apare pe afișul unui film, fiind trecut după numele lui Tracy, Claire Luce și Warren Hymer. Apoi Bogart a jucat un rol secundar în drama The Bad Sister (1931), alături de Sidney Fox și Bette Davis. Zeci de ani mai târziu, Tracy și Bogart au plănuit să apară împreună în Ore de cumpănă (The Desperate Hours, 1955 ). Fiecare a dorit însă ca numele său să apară primul; iar Tracy a renunțat și a fost înlocuit de Fredric March.
În 1930-1935, Bogart s-a mutat adeseori de la Hollywood la New York și înapoi, fără a avea mult de lucru. Părinții lui au divorțat, tatăl său a murit în 1934, lăsând în urmă datoriile pe care Bogart le-a achitat în cele din urmă. Bogart a moștenit de la tatăl său un inel de aur, pe care l-a purtat în multe dintre filmele sale. Abia pe patul de moarte al tatălui său, Bogart i-a spus în cele din urmă cât de mult îl iubește.
A doua căsătorie a lui Bogart s-a terminat ca și prima, acesta a căzut în depresie și a băut din ce în ce mai mult.

### Pădurea împietrită(1936)

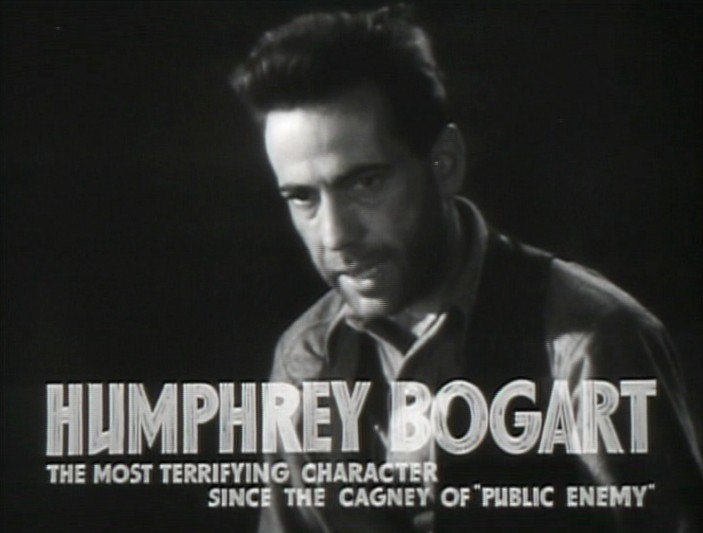
Humphrey Bogart în Pădurea pietrificată

În 1934, Bogart a jucat în piesa de teatru de pe Broadway Invitation to a Murder (din engleză, Invitație la o crimă). După ce a ascultat piesa, regizorul și producătorul Arthur Hopkins l-a invitat pe Bogart să joace rolul criminalului fugitiv Duke Mantee în viitoarea piesă de teatru a lui Robert Sherwood, Pădurea împietrită. Hopkins și-a reamintit:
Când l-am văzut pe actor, am fost oarecum luat prin surprindere, deoarece nu aveam prea mult respect pentru acest gen de actori. A fost unul dintre acei tineri eterni care și-au petrecut cea mai mare parte a vieții scenice în pantaloni scurți albi, cu o rachetă de tenis. Părea atât de îndepărtat de [rolul de] ucigaș cu sânge rece, dar vocea lui, uscată și obosită, era convingătoare și era a lui Mante.
În 1935, piesa a fost jucată de 197 de ori la New York cu Leslie Howard în rolul principal. Studioul Warner Bros. a dobândit drepturile de filmare ale piesei în același an. Studioul era cunoscut pentru filmele sale realiste cu buget redus, piesa era perfectă din toate punctele de vedere, iar publicul părea fascinat de criminalii din viața reală, cum ar fi John Dillinger și Dutch Schultz.. Bette Davis și Leslie Howard au primit rolurile principale. Howard, pe baza faptului că deținea drepturile de producție, a arătat clar că vrea să-l vadă pe Humphrey Bogart în rolul lui Duke Mantee. Cu toate acestea, studioul a audiat câțiva veterani de la Hollywood pentru rol și l-a ales pe Edward G. Robinson, a cărui faimă, conform calculelor studioului, ar fi trebuit să justifice contractul său foarte scump. Bogart i-a telegrafiat lui Howard, care se afla în Scoția. Howard a răspuns: „Către Jack Warner. Insist. Bogart joacă rolul lui Mantee. Fără Bogart - nicio înțelegere. L.H.” (engleză. "Att: Jack Warner Insist Bogart Play Mantee No Bogart No Deal L.H."). Când cei de la Warner Bros. au văzut că Howard este ferm pe poziție, au cedat și l-au distribuit pe Bogart. Jack Warner a dorit ca Bogart să folosească un nume de scenă, dar Bogart a refuzat să-și construiască o reputație cu numele său de pe Broadway.
Versiunea cinematografică a fost lansată în 1936.  Filmul a avut succes la box-office, câștigând 500.000 de dolari în închirieri și l-a făcut pe Bogart o vedetă. Nu a uitat niciodată favoarea pe care i-a făcut-o Howard și și-a numit singura fiică, Leslie Howard Bogart, după el în 1952.
Frank S. Nugent a scris pentru The New York Times că Humphrey Bogart „poate fi un gangster mai psihopat decât Dillinger însuși.”

### Roluri de gangsteri și de răufăcători

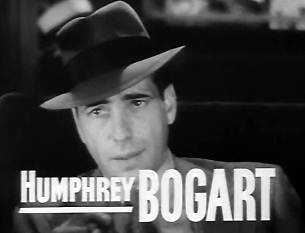
Humphrey Bogart în Invisible Stripes (1939)

Chiar dacă rolul lui Bogart  din Pădurea împietrită din 1936 a fost numită „genial”, „irezistibil” și „excelent” și în ciuda succesului său în filme de categoria A, Bogart a primit doar un contract pe 26 de săptămâni cu 550 de dolari pe săptămână și rolul unor gangsteri într-o serie de drame de crimă de categorie B. Bogart a fost mândru de succesul său, dar nevoia de a juca roluri de gangsteri l-a copleșit. Rolurile lui Bogart nu au fost doar plictisitoare, dar și epuizante (nu exista aer condiționat în studiouri).  Cu toate acestea, și-a îndeplinit îndatoririle profesional, iar ceilalți actori l-au respectat în general. De-a lungul anilor de actorie în filme de categoria B, actorul și-a dezvoltat o imagine a sa în film - obosit, curajos, cinic, fermecător, vulnerabil, autoironic, dar, de asemenea, un nobil singuratic.
În această perioadă, un actor era în general limitat să lucreze pentru un singur studio, iar Warner Bros. nu era interesat să facă din Bogart o vedetă. Pauza dintre filmări era de câteva zile sau chiar de câteva ore. Orice actor care refuza un rol putea să rămână neplătit. Lui Bogart nu i-au plăcut rolurile alese pentru el, dar a continuat să muncească din greu. În 1936-1940, el a jucat, în medie, într-un film la fiecare două luni, uneori filmările aveau loc simultan la două producții. Bogart credea că garderoba studioului era prea sărăcăcioasă și purta adesea propriile sale costume pentru filmare. Conflictele lui Bogart cu studioul din cauza rolurilor și a banilor erau similare cu conflictele altor actori - Bette Davis, James Cagney, Errol Flynn și Olivia de Havilland.
Rolurile principale din filmele studioului au fost jucate nu doar de vedete precum James Cagney sau Edward G. Robinson, ci și de actori mai puțini cunoscuți ca Victor McLaglen, George Raft și Paul Mooney. Cele mai bune scenarii le-au revenit acestora, iar Bogart s-a mulțumit cu ceea ce a rămas, ca de exemplu  San Quentin (1937), Racket Busters (1938), sau Nu poți scăpa de crimă (1939). Un rol notabil a fost în filmul Periferie (Dead End, 1937), unde a interpretat un gangster modelat după Baby Face Nelson. Producătorul filmului, Samuel Goldwyn, l-a dorit inițial pe George Raft care a refuzat considerând rolul prea puțin atrăgător.

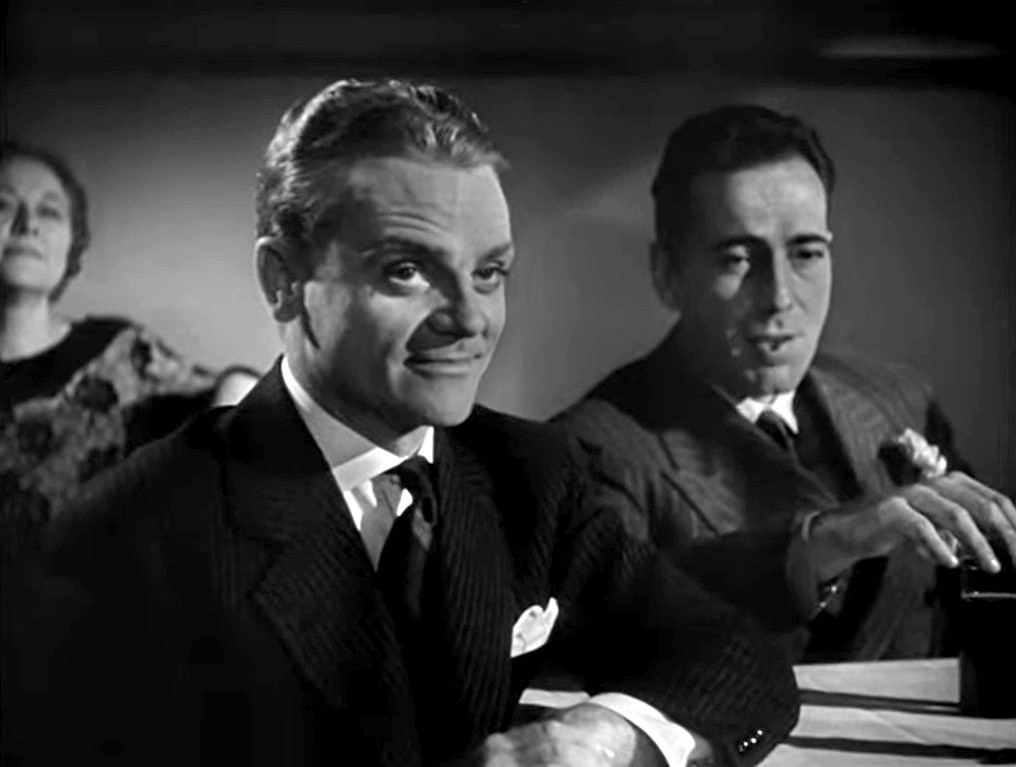
Luând un loc în spatele lui James Cagney în În umbra prohibiției (The Roaring Twenties, 1939)

Bogart a jucat roluri violente atât de des încât în romanul lui Nevil Shute din 1939, What Happened to the Corbetts, protagonistul răspunde „L-am văzut pe Humphrey Bogart cu așa ceva suficient de des” atunci când a fost întrebat dacă știe să tragă cu o armă automată. Bogart a jucat multe roluri secundare interesante, ca în filmul Îngeri cu fețe murdare (1938). Personajele lui Bogart au fost „ucise” în numeroase ocazii în filme, rolurile erau fie rivali ai personajelor interpretate de Cagney și Robinson, fie un membru secundar al bandei acestora. În Black Legion (1937), a jucat rolul unui om care distruge o organizație rasistă. Graham Greene a numit acest film „inteligent și incitant”.
În 1938 a jucat ca un promotor de wrestling în musicalul Swing Your Lady. Mai târziu, se pare că a considerat acest film ca fiind cel mai prost din cariera sa. În 1939, Bogart a interpretat rolul unui om de știință întinerit, fost mort în The Return of Doctor X (1939), singurul film de groază în care a apărut: „Dacă ar fi fost sângele lui Jack Warner... nu m-aș fi deranjat atât de mult. Necazul era că ei îl beau pe al meu și făceam acest film împuțit”. Soția sa, Mary, a avut un mare succes de scenă cu A Touch of Brimstone și a refuzat să-și abandoneze cariera de pe Broadway pentru Hollywood. După închiderea piesei, Mary a cedat; ea a insistat totuși să-și continue cariera și au divorțat în 1937.

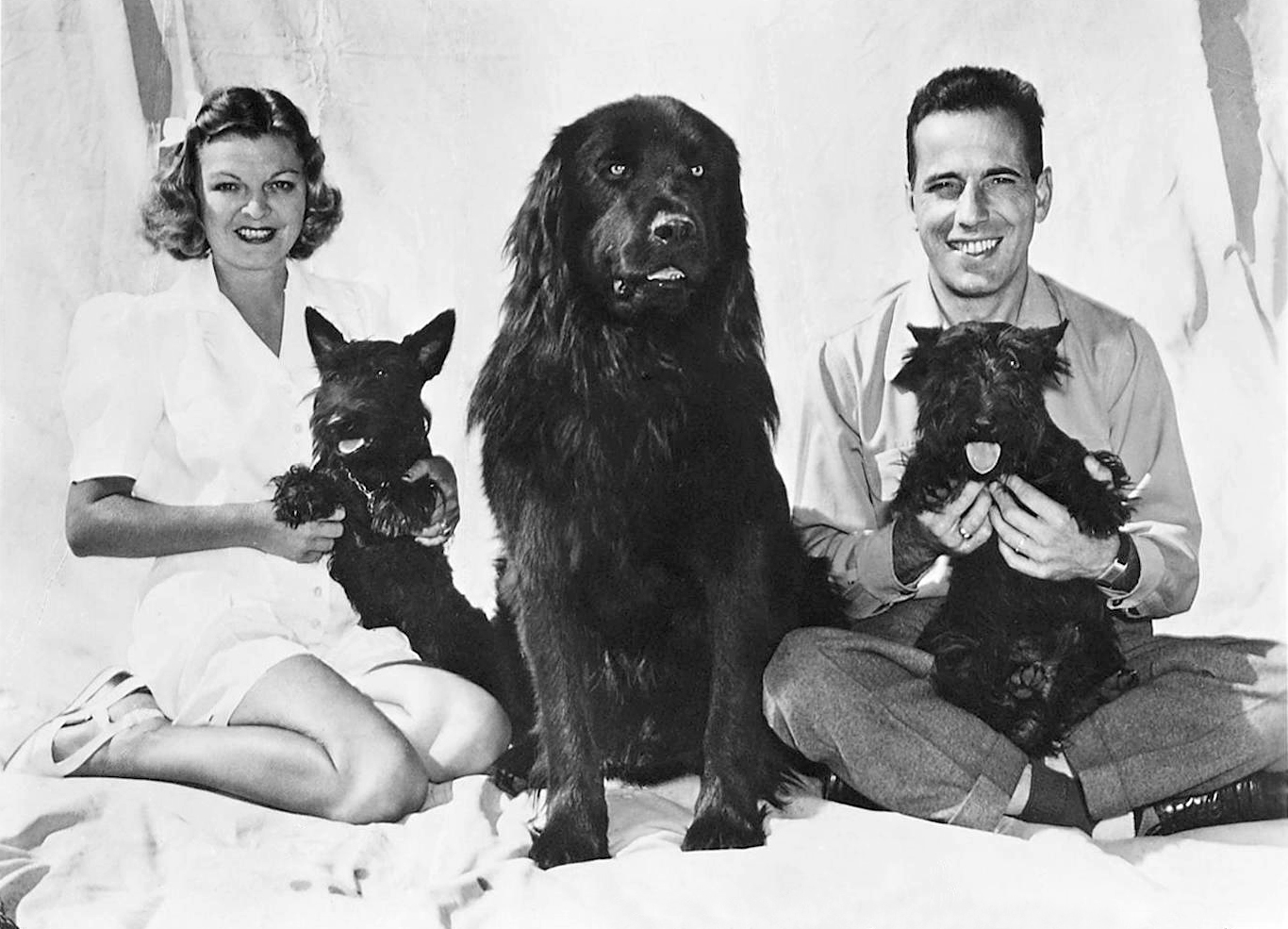
Methot și Bogart cu câinii lor (1944)

La 21 august 1938, Bogart s-a căsătorit a treia oară - cu actrița Mayo Methot, care suferea de paranoia și alcoolism. Era convinsă că soțul ei o înșela (ceea ce a și făcut până la urmă, cu Lauren Bacall, în timp ce filmau A avea sau a nu avea în 1944).. De multe ori era supărată pe el, l-a înjunghiat cu un cuțit, aproape că a incendiat casa, și-a tăiat venele de mai multe ori. Bogart, în schimb, a luat-o în râs și a părut că se bucură de conflicte. Presa le-a dat porecla „Bătălia [familiei] Bogart” (în engleză: the Battling Bogarts). „Căsătoria dintre Bogart și Meto a fost o continuare a războiului civil (american)” - ar fi spus prietenul lor, scriitorul Julius Epstein. Bogart a cumpărat o barcă cu motor, pe care a numit-o cu porecla soției sale „Sluggy”. În ciuda declarațiilor lui Bogart precum „Îmi place o soție geloasă” sau „Nu aș da nici măcar doi cenți pentru o femeie fără caracter”, a fost o relație distructivă și Bogart a continuat să bea foarte mult.
A avut un dispreț toată viața sa față de pretenții și înțelepciune și a fost din nou iritat de filmele sale inferioare. Bogart rar și-a urmărit propriile filme și a evitat premierele, publicând comunicate de presă false despre viața sa privată pentru a satisface curiozitatea jurnalistică și publică. Când a crezut că un actor, regizor sau studio a făcut ceva de rău, a vorbit public despre asta. Bogart l-a sfătuit pe Robert Mitchum că singura modalitate de a rămâne în viață la Hollywood este să fii un „contra”. El nu a fost cel mai popular actor, iar unii din comunitatea de la Hollywood l-au evitat în privat pentru a nu avea probleme cu studiourile. Bogart a spus odată:
Peste tot la Hollywood, ei mă sfătuiesc continuu: "Oh, nu trebuie să spui asta. Asta îți va aduce o mulțime de necazuri", când remarc că un film sau un scriitor, un regizor sau un producător nu este bun. Nu pricep. Dacă nu este bun, de ce nu poți spune asta? Dacă mai mulți oameni ar menționa acest lucru, destul de curând ar începe să aibă un anumit efect. Ideea locală că oricine câștigă o mie de dolari pe săptămână este sacru și este dincolo de tărâmul criticilor, nu mi se pare niciodată deosebit de solidă.

Presa de la Hollywood, neobișnuită cu atâta candoare, a fost încântată.

## Drumul spre statutul de vedetă

John Huston: scriitor, regizor, actor și prietenul apropiat al lui Bogart

### High Sierra(1941)
High Sierra (1941, regizat de Raoul Walsh) a fost scris de John Huston, prieten și partener de băutură al lui Bogart.  Filmul a fost o ecranizare a unui roman de W. R. Burnett, căruia i s-a mai ecranizat romanul Little Caesar. Paul Muni, George Raft, Cagney și Robinson au refuzat rolul principal, permițându-i lui Bogart să joace un personaj mai complex.
A fost ultimul film important al lui Bogart ca gangster; a urmat un rol secundar în The Big Shot, care a fost lansat în 1942.  Bogart a lucrat cu Ida Lupino, au avut o relație strânsă, ceea ce a provocat gelozia lui Mayo Methot.
Filmul a consolidat relația personală și profesională a lui Bogart și Huston. Bogart admira capacitatea lui Huston ca scenarist. Deși Bogart nu a învățat bine, a citit foarte mult toată viața. El a putut cita din Platon, Pope, Ralph Waldo Emerson și William Shakespeare. S-a abonat la revista Harvard Law Review. A admirat scriitorii, iar printre prietenii săi cei mai apropiați s-au numărat scriitorii Louis Bromfield, Nathaniel Benchley și Nunnally Johnson. Bogart, la fel ca Huston, s-a bucurat de conversații tensionate și băuturi tari. Amândoi aveau un caracter rebel și iubeau trucurile copilărești. S-a afirmat că Huston se plictisea ușor în timpul producției, dar l-a admirat pe Bogart nu numai pentru talentul său actoricesc, ci și pentru capacitatea de a se concentra pe platoul de filmare.

### Șoimul maltez(1941)

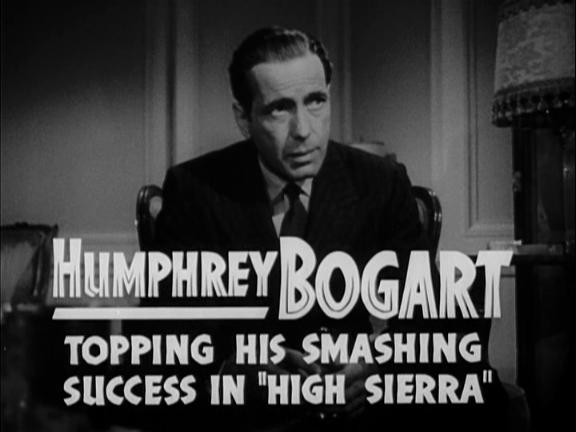
Bogart ca Sam Spade în Șoimul maltez

Considerat acum un film noir clasic, Șoimul maltez (1941) a marcat debutul regizoral al lui John Huston. Bazat pe romanul omonim al lui Dashiell Hammett, a fost publicat pentru prima dată în foileton în revista pulp Black Mask în 1929 și a stat la baza a două versiuni anterioare de film; primul în 1931 și al doilea fiind Când Satan este femeie (Satan Met a Lady, 1936), cu Bette Davis în rol principal. Producătorul Hal B. Wallis s-a oferit inițial să îl distribuie pe George Raft în rolul principal, dar Raft (mai bine cotat decât Bogart) a avut un contract care stipula că nu era obligat să apară în refaceri. Huston l-a acceptat apoi cu nerăbdare pe Bogart în rolul în rolul detectivului particular Sam Spade.
Împreună cu Bogart au jucat vedetele Sydney Greenstreet, Peter Lorre, Elisha Cook Jr. și Mary Astor ca o „femeie fatală”. Bogart a fost lăudat pentru portretizarea detectivului particular Sam Spade și regizorul pentru acțiunea dinamică și dialogul rapid. A fost un succes comercial și un triumf major pentru Huston. Bogart a fost neobișnuit de fericit pentru acest film: „Este practic o capodoperă. Nu am multe lucruri cu care să mă mândresc ... dar acesta este unul”.

### Casablanca(1942)

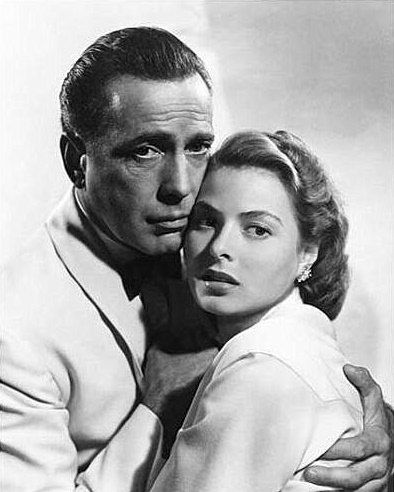
Bogart cu Ingrid Bergman în Casablanca (1942), care i-a adus lui Bogart prima dintre cele trei nominalizări la Oscar.

Bogart a primit primul său rol cu adevărat romantic în filmul Casablanca din 1942 . A jucat rolul lui Rick Blaine, un proprietar de club de noapte care își ascunde trecutul și care are de-a face cu naziștii, rezistența franceză și regimul de la Vichy. Filmul a fost regizat de Michael Curtiz, produs de Hal Wallis, iar partenerii lui Bogart au fost Ingrid Bergman, Claude Rains, Sydney Greenstreet, Paul Henreid, Conrad Veidt, Peter Lorre și Dooley Wilson.
Magia relației din film a lui Bogart și a lui Bergman a fost rezultatul unei actorii bune, nu a unei îndrăgostiri reale, cu toate că soția gelosă a lui Bogart, Mayo Methot, a susținut contrariul. În afara platoului, actorii au comunicat foarte puțin. Mai târziu, Bergman a spus despre Bogart: „L-am sărutat, dar nu l-am cunoscut niciodată.” Pentru că Bergman era mai înaltă, Bogart avea pantofi cu talpă groasă de 76 mm în unele scene.
Casablanca a primit premiul Oscar în 1944 pentru cel mai bun film, iar  Bogart a fost nominalizat la premiul Oscar pentru cel mai bun actor, dar acesta a fost câștigat de Paul Lukas pentru rolul din Va veni o zi... (Watch on the Rhine). Cu toate acestea, Casablanca a fost triumful lui Bogart. Cu acest film, Bogart a sărit de pe locul al patrulea pe primul loc în lista celor mai bune vedete ale studioului, depășindu-l pe James Cagney și a primit salariu dublu. În 1946, a câștigat 460 de mii de dolari americani pe an, devenind cel mai bine plătit actor din lume.
Bogart a participat la două turnee United Service Organizations și War Bond împreună cu Methot în 1943 și în 1944, făcând călătorii dificile în Italia și Africa de Nord (inclusiv Casablanca). El a fost obligat să joace în filme cu scenarii mai slabe, intrând în conflict cu biroul de marketing al studioului. A apărut în Conflict (1945, din nou alături de vedeta Sydney Greenstreet), dar a refuzat God is My Co-Pilot în același an.
Casablanca se află în fruntea a două versiuni ale listei 100 de ani...100 de filme realizată de Institutul American de Film. În 1998, a fost pe locul al doilea, după Cetățeanul Kane, iar în 2007, pe locul trei, după Cetățeanul Kane și Nașul. În lista celor mai pasionate 100 de filme, Casablanca este pe primul loc.

## Bogart și Bacall

### A avea sau a nu avea(1944)

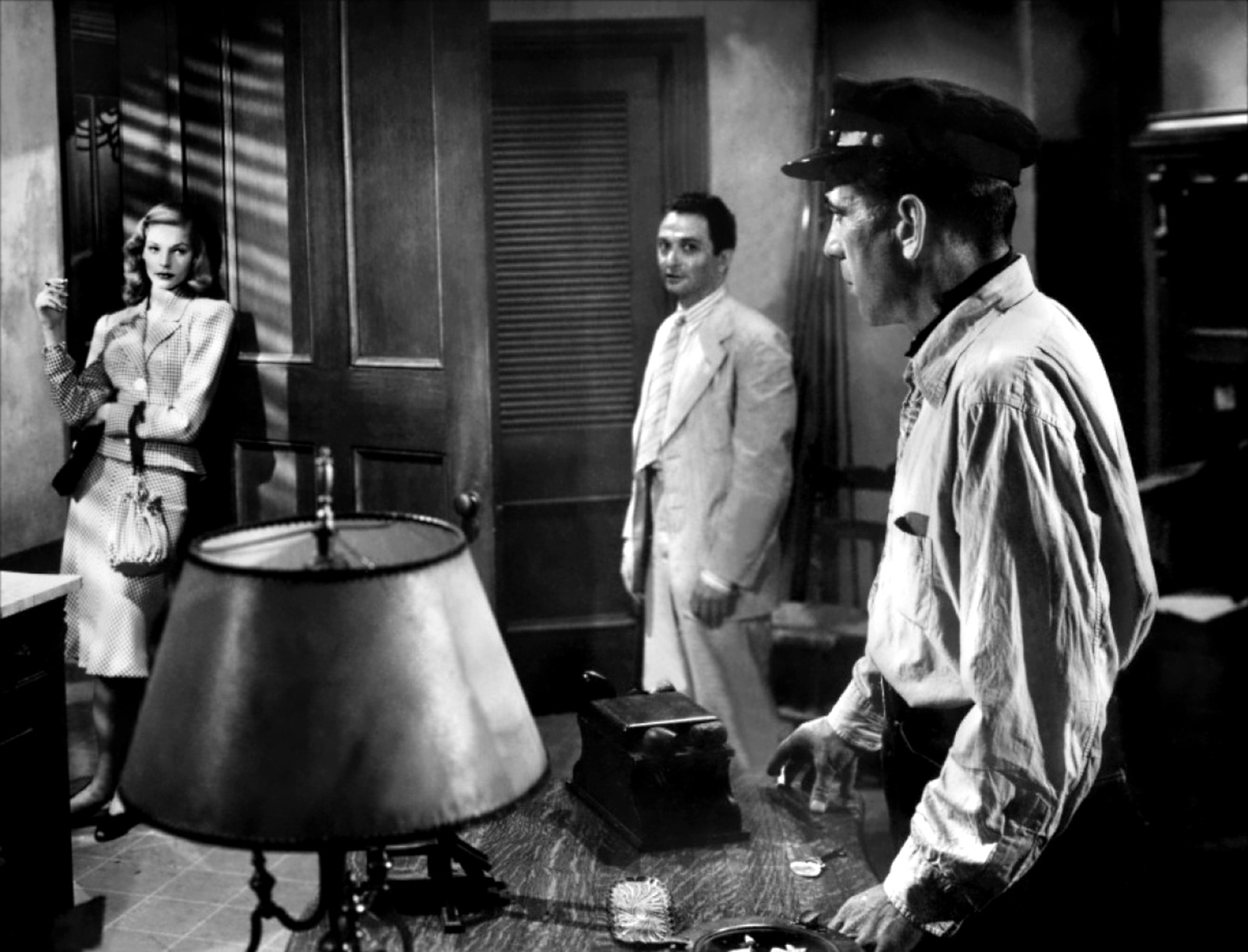
Lauren Bacall și Marcel Dalio cu Bogart în A avea sau a nu avea

Bogart a cunoscut-o pe Lauren Bacall (1924–2014) în timp ce filma A avea sau a nu avea (To Have and Have Not, 1944), o adaptare vagă a unui roman omonim al lui Ernest Hemingway. Filmul avea multe în comun cu Casablanca - aceiași dușmani, același tip de erou și chiar pianistul - un prieten al protagonistului (interpretat de Hoagy Carmichael). Când s-au întâlnit, Bacall avea nouăsprezece ani, iar Bogart avea patruzeci și cinci. El a numit-o „Baby”. Bacall era fotomodel de la vârsta de șaisprezece ani și a apărut în două piese de teatru nereușite. Bogart a fost atras de pomeții lui Bacall, ochii verzi, părul blond închis, de silueta sa subțire, echilibrul, maturitatea și sinceritatea sa.
Legătura lor emoțională a fost foarte puternică de la început, iar diferența de vârstă și experiența în actorie a creat o relație suplimentară mentor-elev. În contrast cu regula de la Hollywood, a fost prima relație a lui Bogart cu actrița principală dintr-un film în care a jucat. Bogart era încă căsătorit cu Mayo Methot, iar primele sale întâlniri cu Bacall au fost scurte și prudente, iar în timpul separării lor și-au scris scrisori de dragoste pasionate..
Regizorul Howard Hawks nu a aprobat această relație. Hawks s-a considerat pe sine ca profesor și protector al acesteia, iar Bogart a uzurpat acel rol. Hawks a fost, de asemenea, atras de Bacall (de obicei, se ferea de actrițele sale și era și căsătorit). Hawks i-a spus că ea nu înseamnă nimic pentru Bogart și chiar a speriat-o că o trimite la Monogram Pictures - cel mai slab studio din Hollywood. Bogart a calmat-o. Jack Warner a rezolvat disputa și a cerut continuarea filmărilor. Din gelozie, Hawks a spus despre Bacall: „Bogie s-a îndrăgostit de personajul pe care ea l-a interpretat, așa că a trebuit să-l joace tot restul vieții ei”.

### Somnul de veci(1946)

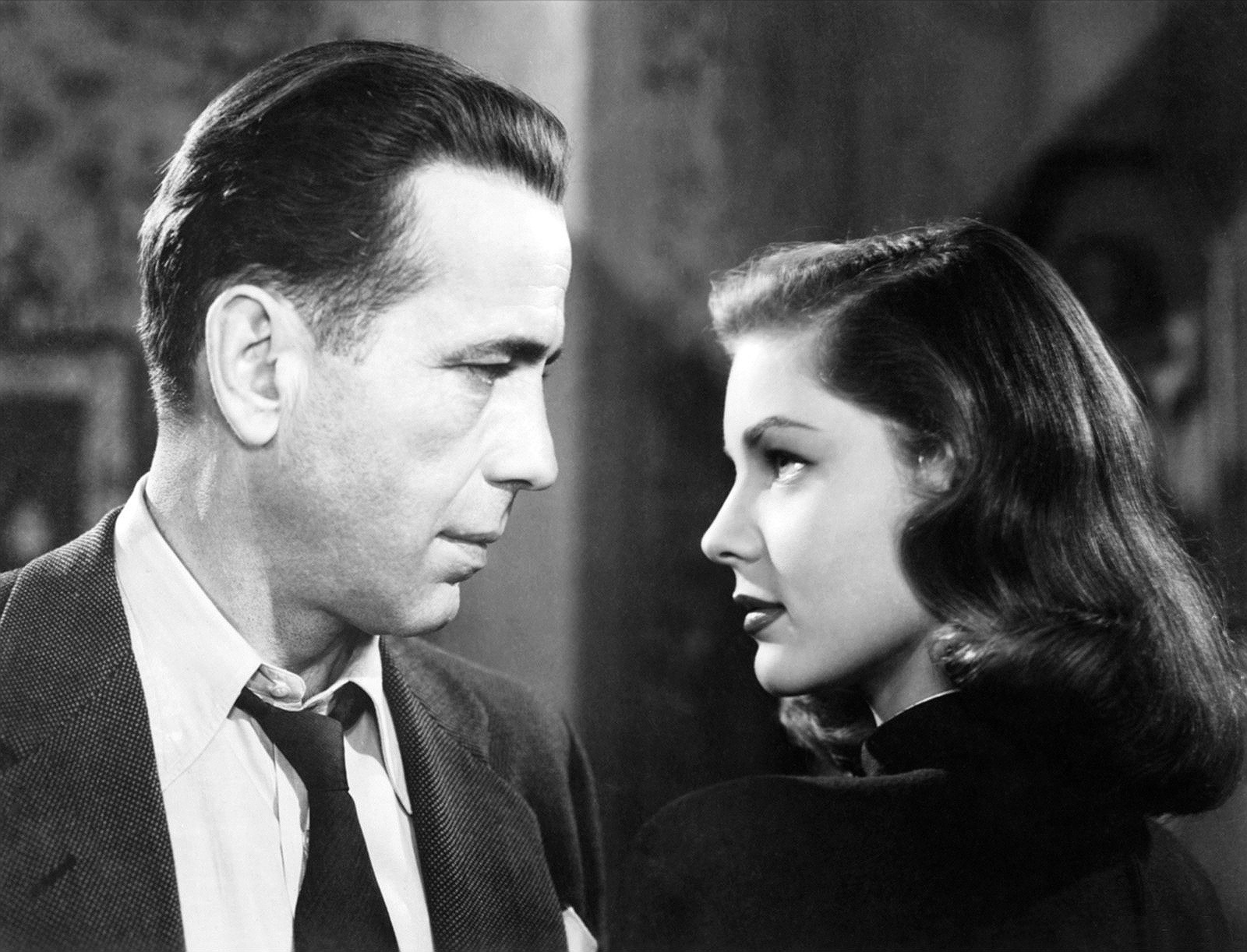
Bogart și Bacall in Somnul de veci

Câteva luni mai târziu, Bogart și Bacall s-au întâlnit din nou pe platoul filmului noir Somnul de veci (The Big Sleep, 1946), regizat tot de Howard Hawks și scris de William Faulkner pe baza romanului omonim al lui Raymond Chandler. Chandler a admirat performanța lui Bogart: „Bogart poate fi dur fără o armă. De asemenea, are un simț al umorului care conține acea nuanță de dispreț”.
Bogart era încă împărțit între noua sa iubire și datoria conjugală. Starea de spirit pe platou a fost dificilă, ambii actori au fost epuizați emoțional, Bogart a încercat să găsească modalități de a-și rezolva dilema. Dialogul a fost din nou plin de insinuări sexuale, iar Bogart a fost convingător în rolul detectivului particular Philip Marlowe. Filmul a avut un mare succes, deși unii critici au considerat povestea prea confuză. Potrivit lui Chandler, Hawks și Bogart s-au certat cu privire la cine l-a ucis pe șofer; când Chandler a primit o această întrebare prin telegramă, nu a putut oferi un răspuns.

### Căsătorie

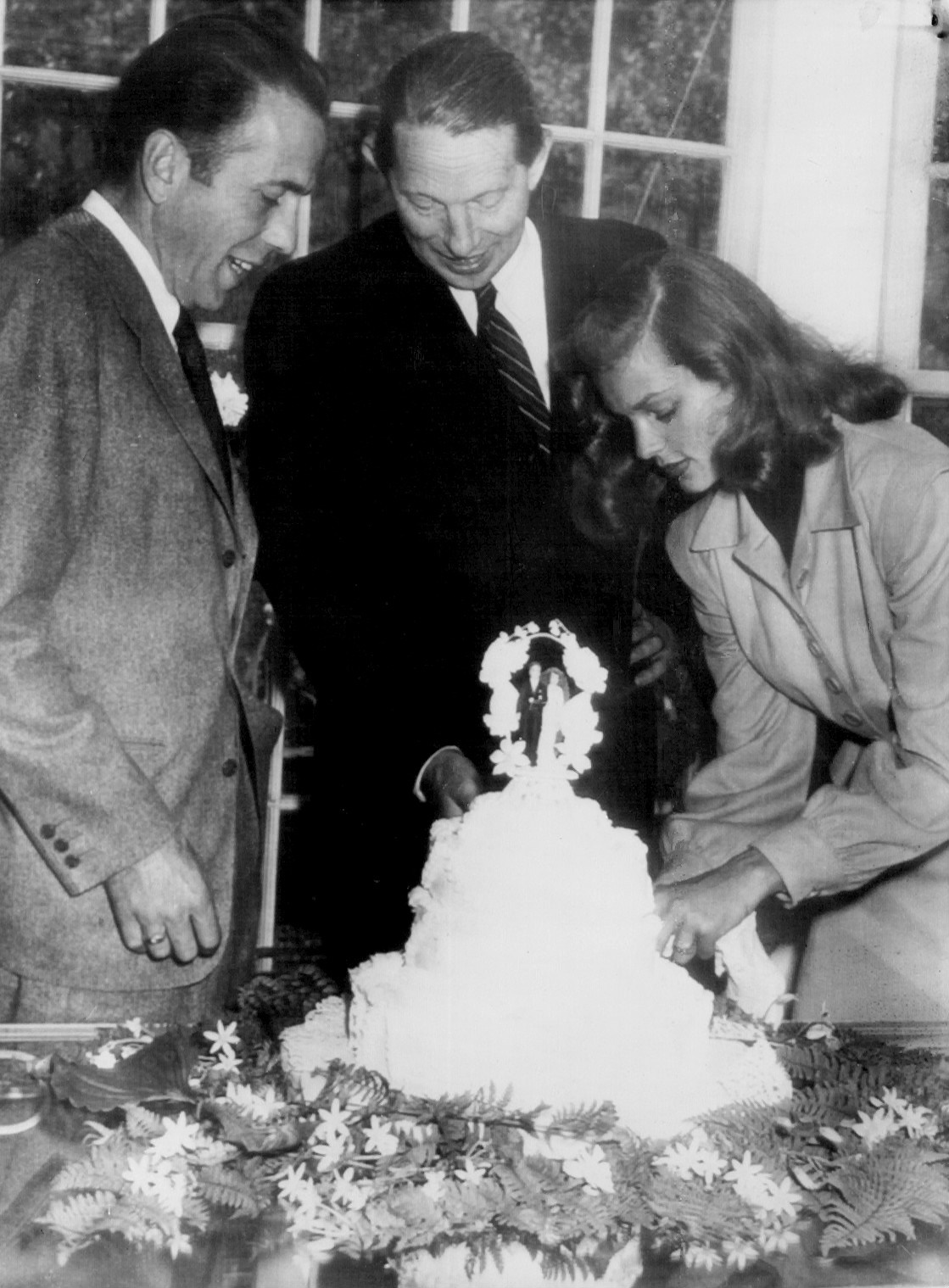
Bromfield - cavaler de onoare la nunta lui Bogart cu Bacall

Procedurile de divorț între  Mayo Methot‎ și Bogart au început în februarie 1945. La 21 mai 1945, Bogart și Bacall s-au căsătorit la Malabar Farm lângă Lucas, Ohio, la casa prietenului apropiat al lui Bogart, scenaristul Louis Bromfield.
Bogart și Bacall s-au stabilit într-un conac de 160.000 de dolari din Holmby Hills, Los Angeles. Căsătoria s-a dovedit a fi una fericită, deși au existat unele tensiuni din cauza diferenței dintre soți. El era un om de casă, iar ea iubea viața de noapte. El iubea marea, iar ea avea rău de mare. Bacall i-a permis lui Bogart să petreacă weekend-urile pe yachtul său, Santana, cumpărat de la Dick Powell. Uneori, tensiunea a apărut datorită beției lui Bogart.
La 6 ianuarie 1949, Lauren Bacall l-a născut pe Stephen Humphrey Bogart, singurul băiat al lui Bogart. Stephen a fost numit după personajul lui Bogart din A avea sau a nu avea. Stephen a devenit scriitor și biograf. La 23 august 1952 s-a născut al doilea copil - Leslie Howard Bogart, numită după actorul englez Leslie Howard care l-a ajutat pe Bogart la începutul carierei sale.

### Pasaj întunecatșiKey Largo

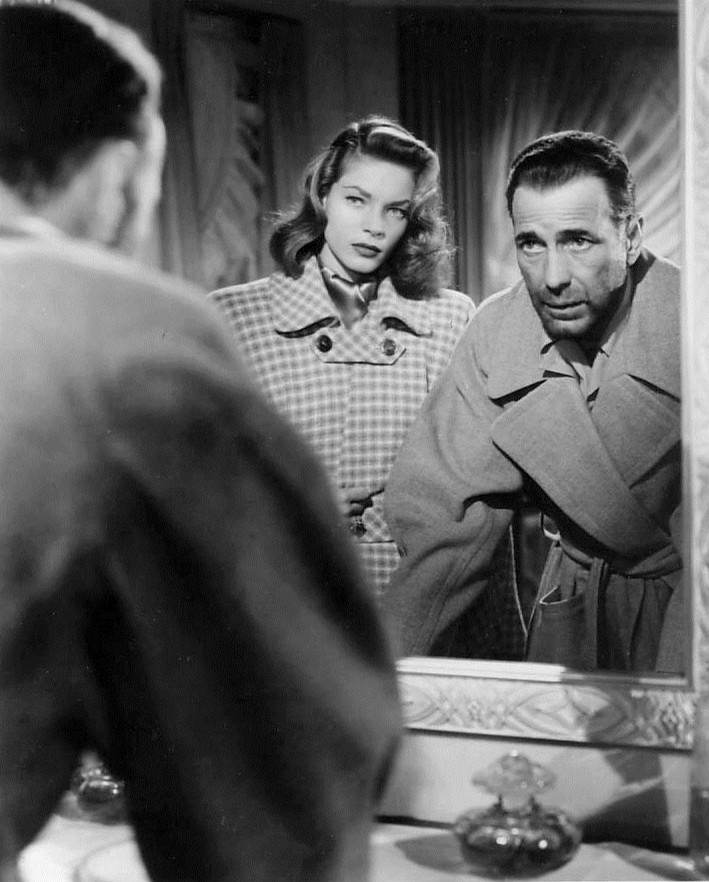
Bacall și Bogart în Pasaj întunecat

Filmul de suspans Pasaj întunecat (Dark Passage, 1947) a fost următoarea colaborare a lui Bogart și Bacall. Vincent Parry (Bogart) intenționează să găsească adevăratul criminal pentru o crimă pentru care a fost acuzat și condamnat la închisoare. Potrivit biografului lui Bogart, Stefan Kanfer, a fost „o producție de film noir, fără nicio distincție specială”.
Ultima apariție împreună a lui Bogart și Bacall într-un film a fost în Key Largo (1948). Regizat de John Huston, Edward G. Robinson a fost menționat pe generic al doilea (în spatele lui Bogart) ca gangsterul Johnny Rocco: o sinteză fierbinte și mai veche a numeroase rolurile timpurii ale sale de răufăcători. Personajele sunt prinse în timpul unui uragan într-un hotel deținut de socrul lui Bacall, interpretat de Lionel Barrymore. Claire Trevor a câștigat Premiul Oscar pentru cea mai bună actriță în rol secundar pentru interpretarea rolului de iubită alcoolică a lui Rocco, abuzată fizic.
Astfel, Key Largo a fost al patrulea și ultimul film în care apare perechea de actori căsătoriți Bogart și Bacall, după A avea sau a nu avea (1944), Somnul de veci (1946) și Pasaj întunecat (1947).

## Cariera ulterioară

### Comoara din Sierra Madre(1948)

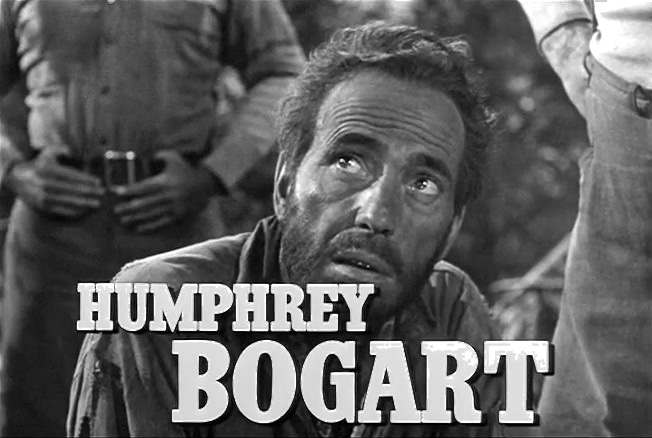
Bogart în Comoara din Sierra Madre (1948)

După ce a semnat un nou contract în 1947, în baza căruia avea dreptul să refuze anumite scenarii și dreptul de a crea o companie de producție separată, Bogart și-a unit din nou forțele cu John Huston în filmul Comoara din Sierra Madre (The Treasure of the Sierra Madre, 1948). Filmul este o poveste despre trei căutători americani de aur, care are loc în Mexic. Bogart l-a jucat pe Fred C. Dobbs, a cărui lăcomie a dus la cele mai tragice consecințe. În absența unei povești de dragoste și a unui final fericit, filmul a fost considerat un proiect riscant.
Bogart a vorbit mai târziu despre partenerul de filmare (și tatăl lui John Huston) Walter Huston: „El este probabil singurul interpret din Hollywood pentru care aș pierde cu bucurie o scenă”.  Bogart a trebuit să poarte o perucă în acest film, deoarece a chelit pe platourile de filmare ale peliculei anterioare, Pasaj întunecat.  Filmul a fost turnat în căldura verii pentru realism și o atmosferă mai sufocantă și a fost obositor de produs.
James Agee a scris: „Bogart face o treabă minunată cu acest personaj... cu kilometri înainte de munca foarte bună pe care a făcut-o înainte”. Cu toate că John Huston a câștigat premiul Oscar pentru cel mai bun regizor și scenariu, iar tatăl său a câștigat premiul Oscar pentru cel mai bun actor în rol secundar, filmul a avut rezultate mediocre la box-office. Bogart s-a plâns: „Un scenariu inteligent, frumos regizat - ceva diferit - și publicul l-a primit rece.”

### Comisia de anchetă privind activitățile anti-americane
Bogart, membru al Partidului Democrat, s-a numărat printre organizatorii unei delegații la Washington, numită Comitetul Primului Amendament (Committee for the First Amendment), pentru a se opune Comisiei de anchetă privind activitățile anti-americane (House Un-American Activities Committee) care a persecutat actorii și scenariștii de la Hollywood. În martie 1948, Bogart a scris un articol „Eu nu sunt comunist” pentru revista Photoplay în care s-a distanțat de Lista neagră de la Hollywood. Bogart a scris: „Nu i-am sprijinit pe cei zece oameni care au fost citați pentru sfidare de Comisia de anchetă privind activitățile anti-americane” (The ten men cited for contempt by the House Un-American Activities Committee were not defended by us.)

### Santana Productions
În 1948, Bogart și-a înființat propria companie de producție Santana Productions, numită după iahtul său (în plus, iahtul cu același nume a apărut în filmul din 1948 Key Largo). Contractul lui Bogart i-a permis să-și creeze propria companie, ceea ce l-a înfuriat pe Jack Warner, care se temea că alte vedete vor face același lucru, iar marile studiouri își vor pierde puterea. Cu toate acestea, studioul a fost supus unei mari presiuni, nu numai din cauza acestor actori independenți precum Bogart, James Stewart, Henry Fonda și alții, ci și din cauza televiziunii și a legii antitrust. Ultimele filme ale lui Bogart pentru Warner Bros. au fost Chain Lightning (1950) și Procurorul (The Enforcer, 1951).

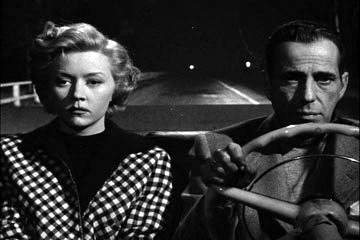
Bogart și Gloria Grahame în filmul Într-un loc singuratic

Bogart a jucat în mai multe filme ale companiei sale: Bate la orice ușă (1949), Joe, barmanul din Tokyo (1949), Într-un loc singuratic (1950), Sirocco (1951) și Mai tare ca diavolul (1954). Deși majoritatea acestor filme au avut încasări slabe la box-office, ceea ce a dus la închiderea companiei Santana Productions, cel puțin două dintre ele nu au fost uitate. Într-un loc singuratic este acum aclamată ca o capodoperă a filmului noir. Bogart îl interpretează pe scenaristul cu sânge fierbinte Dixon Steele, care este suspectat de crimă și se îndrăgostește de o actriță ratată, interpretată de Gloria Grahame. Mulți biografi ai lui Bogart sunt de acord că acest rol este cel mai apropiat de personalitatea lui Bogart și îl consideră una dintre cele mai bune lucrări ale sale.
Mai tare ca diavolul este ultima colaborare dintre Bogart și prietenul său apropiat și îndrăgitul regizor John Huston. Scenariul a fost co-scris de Truman Capote. Aceasta este o parodie a filmului Șoimul maltez, care prezintă un grup de escroci amorali care caută o comoară inaccesibilă, de data aceasta uraniu.
Cu excepția filmului Mai tare ca diavolul (1953), care a fost distribuit în Statele Unite de United Artists, restul producțiilor Santana au fost distribuite de Columbia Pictures. Santana a produs și două filme fără Bogart: And Baby Makes Three (1949) și The Family Secret (1951).
În 1955, Bogart și-a vândut acțiunile sale Santana Productions către Columbia pentru mai mult de 1 milion de dolari.

### Regina africană(1951)

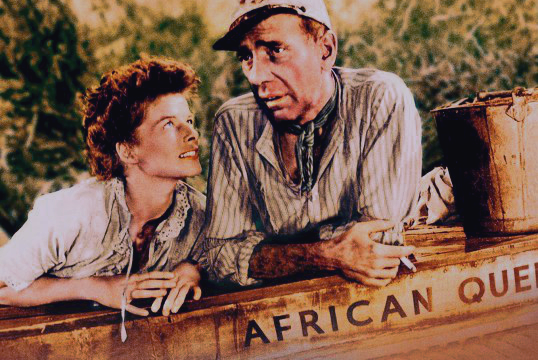
Bogart și Hepburn în Regina africană

După închiderea companiei Santana Productions, Bogart a jucat împreună cu Katharine Hepburn în filmul Regina africană (1951) regizat de John Huston. Romanul lui C. S. Forester pe care s-a bazat a fost ignorat și lăsat nedezvoltat timp de 15 ani, până când producătorul Sam Spiegel și Huston au cumpărat drepturile de autor. Spiegel i-a trimis cartea lui Katharine Hepburn; ea l-a sugerat pe Bogart pentru rolul principal masculin, crezând că „el era singurul om care ar fi putut juca rolul respectiv”. Dragostea de aventură a lui Huston, prietenia sa profundă (și succesul) cu Bogart și șansa de a lucra cu Hepburn l-au convins pe actor să părăsească Hollywoodul pentru o filmare dificilă în Congo Belgian. Bogart urma să obțină 30% din profituri și Hepburn 10%, plus un salariu relativ mic pentru cei doi. Vedetele s-au întâlnit la Londra și au anunțat că vor lucra împreună.
Bacall a călărit cu Bogart, lăsând în urmă, în Los Angeles, băiețelul lor. Familia Bogart a început cu o călătorie de promovare a filmului în Europa, în timpul căreia cei doi l-au întâlnit pe papa Pius al XII-lea. Bacall s-a făcut ulterior utilă ca bucătar, asistentă medicală și la spălarea hainelor; soțul ei a spus: „Nu știu ce am fi făcut fără ea. Ea mi-a lustruit lenjeria în Africa cea mai întunecată.”  Întreaga echipă de producție și distribuția a făcut dizenterie, cu excepția lui Bogart și a lui Houston, care au mâncat conserve și au băut băuturi alcoolice. Bogart a explicat: „Am mâncat doar fasole, sparanghel conservat și whisky scoțian. Ori de câte ori o muscă ne-a mușcat pe Huston sau pe mine, a căzut moartă.” Hepburn, care nu consuma deloc alcool, a filmat în condiții grele, a slăbit și într-un timp a fost grav bolnavă. Bogart a rezistat cerințelor lui Huston de a folosi lipitori reale într-o scenă cheie în care Bogart a tras după el o barcă printr-o mlaștină; astfel au fost folosite falsuri rezonabile. Echipajul a fost epuizat de boli, invazii de furnici, hrană și apă proastă, atacuri de hipopotami, căldură feroce, izolare și un incendiu pe barcă. În ciuda disconfortului de a sări de pe barcă în râuri și mlaștini, „Regina africană” pare să reînvie iubirea timpurie a lui Bogart pentru bărci; când s-a întors în California, a cumpărat o șalupă clasică din mahon Hacker-Craft pe care a păstrat-o până la moarte.
Regina africană a fost primul film Tehnicolor în care a jucat Bogart. Este de remarcat faptul că a jucat doar în câteva filme color: pe lângă „Regina africană”, acestea sunt Revolta de pe Caine, Contesa desculță, Nu suntem îngeri și Mâna stângă a Domnului.
În 1952, pentru rolul lui Charlie Allnutt, Bogart a primit singurul său Oscar pentru cel mai bun actor (din trei nominalizări în total). Bogart credea că acesta este cel mai bun rol al carierei sale. Bogart a sfătuit-o pe Claire Trevor când a fost nominalizată pentru rolul din Key Largo: „Spune doar că ai făcut totul singură și nu mulțumi nimănui.” Dar când Bogart însuși a primit un Oscar, el a spus: „Este un drum lung - de la Congo Belgian până la scena din această clădire. Aici e mult mai frumos. Mulțumesc foarte mult. Nimeni nu ar fi reușit singur. La fel ca tenisul, ai nevoie de un adversar sau un partener bun pentru a scoate tot ce ai mai bun în tine. John și Katy m-au ajutat să ajung aici.” În ciuda premiului și a recunoașterii implicite, Bogart a spus mai târziu: „Singurul mod de a supraviețui unui Oscar este să nu mai încerci niciodată să câștigi altul... prea multe vedete... îl câștigă și apoi își dau seama că trebuie să se autodepășească ... [dar] le este frică să riște. Rezultatul: o mulțime de interpretări plictisitoare în filme plictisitoare.”

### Revolta de pe Caine(1954)
Bogart a cerut mai puțini bani pentru a obține rolul căpitanului Queeg în drama lui Edward Dmytryk, Revolta de pe Caine (The Caine Mutiny, 1954), deoarece a simțit că are ceva în comun cu personajul. A avut o interpretare foarte bună; pentru care a fost nominalizat a treia oară (și ultima dată) la premiul Oscar și a apărut pe coperta revistei Time din 7 iunie 1954.
În ciuda succesului său, Bogart era încă melancolic; a avut conflicte cu studioul, iar sănătatea sa a început să se deterioreze. Personajul lui Queeg era asemănător cu rolurile sale din Șoimul maltez, Casablanca și Somnul de veci - singuraticul precaut, care nu are încredere în nimeni - dar fără căldura și umorul acestora. La fel ca portretizarea lui Fred C. Dobbs în Comoara din Sierra Madre, căpitanul Queeg interpretat de Bogart este un personaj paranoic plin de compasiune, iar aceste calități l-au distrus treptat. Henry Fonda a jucat un rol diferit în versiunea Broadway a Revoltei de pe Caine, care a adus publicitate în plus acestui film.

### Ultimele roluri

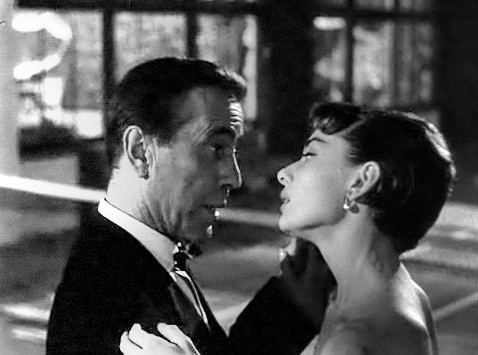
Bogart și Audrey Hepburn în Sabrina

Pentru Sabrina (1954), Billy Wilder l-a dorit pe Cary Grant în rolul principal masculin și l-a ales pe Bogart să joace rolul fratelui conservator care concurează cu fratele său mai mic, (William Holden), pentru atenția Sabrinei asemănătoare Cenușăresei (Audrey Hepburn). Bogart nu a fost entuziasmat de rol, dar a fost de acord înainte ca scenariul să fie finalizat, cu asigurarea regizorului că va avea grijă de Bogart în timpul filmărilor.  Dar relația actorului cu regizorul și cu colegii săi nu a funcționat. Bogart s-a plâns de scenariu și de faptul că Wilder i-a acordat mai multă atenție lui Hepburn și Holden în și în afara platoului. Wilder era opusul regizorului ideal al lui Bogart (John Huston) ca stil și personalitate; Bogart s-a plâns presei că Wilder este „stăpânitor” și „[un] tip de german prusac cu biciul în mână. El este tipul de regizor cu care nu-mi place să lucrez ... filmul este o porcărie. Sunt obosit și m-am săturat de cine o ia [până la urmă] pe Sabrina.” Wilder a spus mai târziu: „Ne-am despărțit ca dușmani, dar în cele din urmă l-am făcut”. În ciuda acestor probleme, filmul a fost un succes, interpretarea lui Hepburn a fost lăudată în The New York Times.
Contesa desculță (1954), regizat de Joseph L. Mankiewicz, a fost filmat la Roma. Bogart interpretează din nou un om rupt de realitate, un regizor care își salvează cariera făcând o vedetă dintr-o dansatoare de flamenco (Ava Gardner), al cărei prototip era Rita Hayworth. Bogart a avut probleme cu Gardner, deoarece aceasta tocmai se despărțise de prietenul ei Frank Sinatra. Bogart  a fost nemulțumit și de lipsa ei de experiență în actorie. Interpretarea lui Bogart a fost considerată cea mai puternică parte a filmului. În timpul filmărilor, în timp ce Bacall era acasă, Bogart a cochetat cu Verita, asistenta sa de studio de lungă durată, cu care a navigat și a băut. Dar când Bacall a apărut brusc pe platourile de filmare și i-a văzut împreună, atmosfera a fost calmă, i-a cerut mulți bani soțului pentru cumpărături, apoi cei trei au fost văzuți călătorind împreună după filmări.
Bogart a sprijinit actorii, în special cei de pe lista neagră, care nu reușeau să se descurce sau care se confruntau cu probleme personale. În timpul filmărilor la Mâna stângă a Domnului (1955), el a avut grijă de co-vedeta Gene Tierney, care trecea prin vremuri grele, își amintea cu greu replicile ei și se comporta ciudat. Familiarizat cu bolile mintale din cauza crizei de depresie a surorii sale, Bogart a încurajat-o pe Tierney să caute tratament. El a insistat, de asemenea, ca Joan Bennett să joace cu el în filmul Nu suntem îngeri, când a devenit o persoană non grata din cauza scandalului cu șeful studioului, Jack Warner.
În 1955, Bogart a jucat în trei filme: Nu suntem îngeri de Michael Curtiz, Mâna stângă a Domnului de Edward Dmitryk și Ore de cumpănă de William Wyler. Ultimul film în care a jucat Bogart a fost drama sportivă a lui Mark Robson, Calea cea grea (1956).

### Televiziune și radio

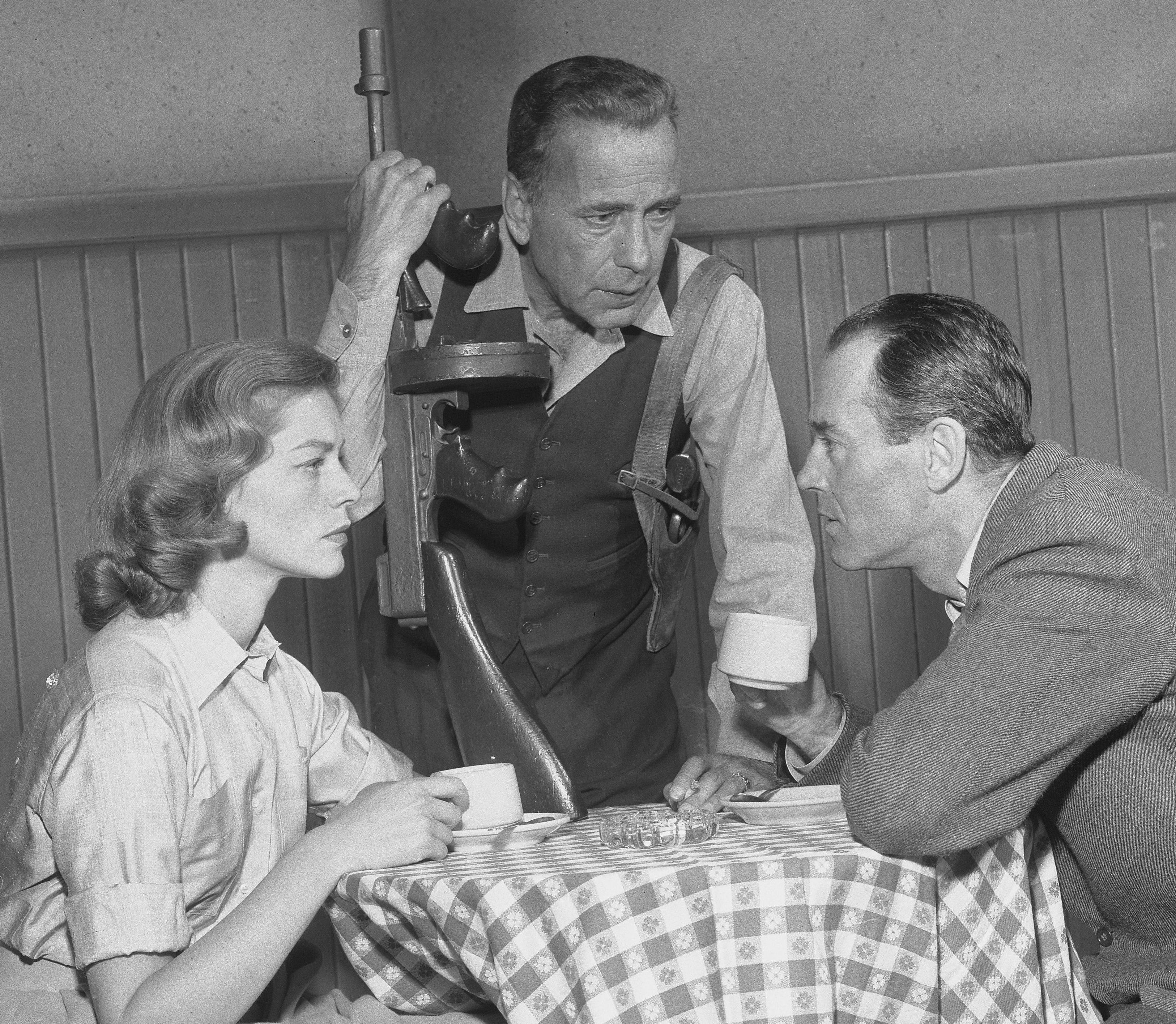
Bacall, Bogart și Henry Fonda în adaptarea pentru televiziune a The Petrified Forest (Pădurea împietrită, 1955)

Bogart a apărut rar la televiziune. Cu toate acestea, a jucat împreună cu Lauren Bacall în programul TV al lui Edward R. Murrow Person to Person și a jucat și în serialul de comedie The Jack Benny Show. Bogart și Bacall au apărut în adaptarea pentru televiziune a The Petrified Forest (1955) pentru NBC, dar doar versiunea alb-negru a supraviețuit.
Bogart și-a reinterpretat cele mai faimoase roluri în versiunile radio ale producțiilor Casablanca și The Maltese Falcon. În plus, el și Bacall au apărut în serialul radio Bold Venture.

## Viață personală

### Copii
Bogart a devenit tată la 49 de ani, când Bacall l-a născut pe Stephen Humphrey Bogart la 6 ianuarie 1949 în timpul filmărilor la Joe, barmanul din Tokyo. Numele a fost inspirat de Steve, porecla personajului lui Bogart în A avea sau a nu avea. Stephen a devenit autor și biograf și a găzduit o emisiune specială de televiziune despre tatăl său la Turner Classic Movies. Fiica cuplului, Leslie Howard Bogart, s-a născut la 23 august 1952. Numele și prenumele ei îl onorează pe Leslie Howard, prietenul și co-vedeta lui Bogart în Pădurea împietrită.

### Rat Pack
Bogart a fost membru fondator și liderul inițial al grupului de la Hollywood, Rat Pack (cu sensul de Haita de șobolani). În primăvara anului 1955, după o lungă petrecere la Las Vegas la care au participat Frank Sinatra, Judy Garland, soțul ei Sidney Luft, Michael Romanoff și soția sa Gloria, David Niven, Angie Dickinson și alții, Bacall s-a uitat la resturi și a spus: „Seamănă cu o haită nenorocită de șobolani.
Numele a rămas și a fost oficializat la Romanoff's din Beverly Hills. Sinatra a fost supranumit Conducătorul haitei (Pack Leader); Bacall ca Mama bârlogului (Den Mother); Bogart ca Director de Relații Publice și Sidney Luft ca Director interimar al cuștii (Acting Cage Manager). Întrebat de editorialistul Earl Wilson care a fost scopul grupului, Bacall a răspuns: „Să bem mult bourbon și să stăm treji până târziu.”

### Boală și moarte

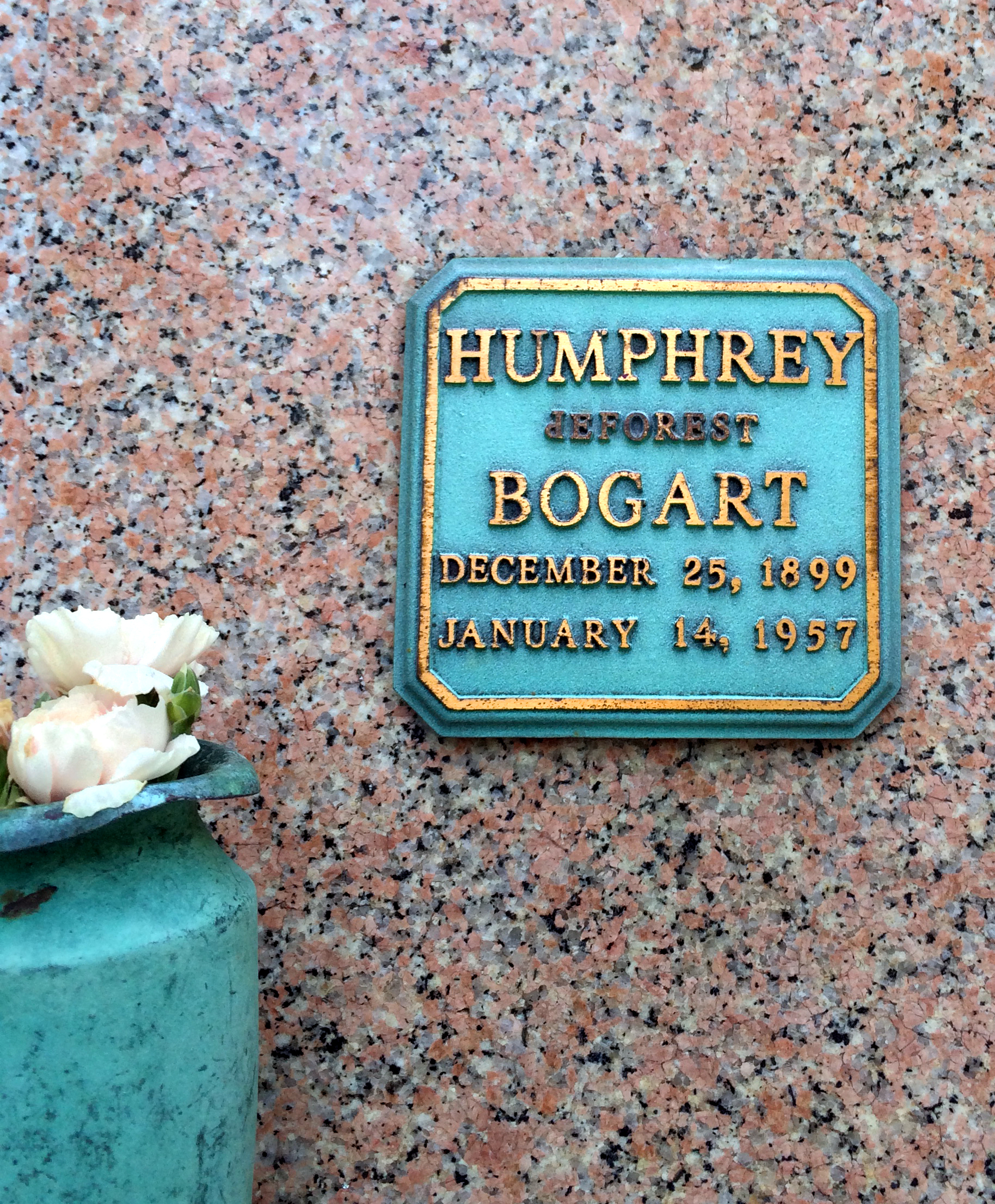
Nișa lui Bogart în Columbarium of Eternal Light, Garden of Memory of Forest Lawn Memorial Park din Glendale, California

După ce a semnat un contract pe termen lung cu Warner Bros., Bogart a prezis cu bucurie că dinții și părul îi vor cădea înainte de încheierea contractului. Cu toate acestea, în 1955, sănătatea lui s-a înrăutățit. Bogart a vândut  Santana Productions și a avut planuri pentru un film (Melville Goodwin, USA) în care el trebuia să joace rolul unui general și Bacall pe cel al unui magnat al presei. Cu toate acestea, tusea sa persistentă și dificultatea de a mânca au devenit prea grave pentru a fi ignorate și a renunțat la proiect.
Fumător și băutor înrăit, Bogart a suferit de cancer esofagian. El nu a vorbit despre sănătatea sa și a vizitat un medic în ianuarie 1956, după ce Bacall s-a străduit mult să-l convingă. Boala s-a agravat câteva săptămâni mai târziu, iar la 1 martie Bogart a suferit o intervenție chirurgicală pentru ca să i se îndepărteze esofagul, doi ganglioni limfatici și o coastă. Operația nu a avut succes și a urmat chimioterapia. El a suferit o intervenție chirurgicală suplimentară în noiembrie 1956, când cancerul s-a răspândit. Cu toate că Bogart a ajuns prea slab pentru a urca sau coborî pe scări, a glumit în ciuda durerii: „Pune-mă în liftul de bucătărie și voi merge până la primul etaj cu stil”. Apoi a fost modificat pentru a se acomoda cu scaunul cu rotile.
„Spence l-a mângâiat pe umăr și a spus: - „Noapte bună, Bogie.” Bogie s-a uitat spre Spence foarte liniștit și cu un zâmbet dulce a acoperit mâna lui Spence cu a sa și a spus: - „La revedere, Spence.” Inima lui Spence a împietrit. El a înțeles. ”
Bogart a intrat în comă și a murit a doua zi, la 20 de zile de la împlinirea a 57 de ani; în momentul morții sale, cântărea doar 36 kg. La Biserica episcopală a tuturor sfinților (All Saints Episcopal Church) a avut loc o înmormântare simplă, cu muzică a compozitorilor preferați ai lui Bogart: Johann Sebastian Bach și Claude Debussy. Au participat unele dintre cele mai mari vedete de la Hollywood, printre care Hepburn, Tracy, Judy Garland, David Niven, Ronald Reagan, James Mason, Bette Davis, Danny Kaye, Joan Fontaine, Marlene Dietrich, James Cagney, Errol Flynn, Edward G. Robinson, Gregory Peck, Gary Cooper, Billy Wilder și șeful de studio Jack L. Warner. Bacall i-a cerut lui Tracy să-i aducă un elogiu; era totuși prea supărat, iar John Huston a vorbit în schimb:
„El însuși, nu a luat niciodată prea în serios - munca sa cea mai serioasă. El privea figura oarecum obraznică a lui Bogart, vedeta, cu un cinism amuzat; pentru Bogart, actorul, a avut cu profund respect ... În fiecare dintre fântânile de la Versailles există o știucă care controlează populația de crapi; altfel s-ar înmulți excesiv și ar muri. Bogie s-a bucurat rar în îndeplinirea unei datorii similare în fântânile de la Hollywood. Cu toate acestea, victimele sale rareori îi purtau ranchiună și, când au făcut-o, nu a durat mult timp. Arborii săi au fost proiectați doar pentru a se lipi în stratul exterior al satisfacției și nu pentru a pătrunde prin regiunile spiritului în care se fac răni reale... El este cu adevărat de neînlocuit. Nu va exista niciodată altul ca el.”
Bogart a fost incinerat, iar cenușa sa a fost înmormântată în Columbarul Luminii Eterne din Parcul Memorial Forest Lawn în Grădina Memoriei din Glendale, California. A fost îngropat cu un fluier mic, din aur, care a făcut parte dintr-o brățară norocoasă pe care i-a dăruit-o lui Bacall înainte de a se căsători. Pe ea era inscripționat „Dacă vrei ceva, fluieră”, o aluzie la o scenă din A avea sau a nu avea când personajul lui Bacall îi spune lui Bogart la scurt timp după prima lor întâlnire: „Știi să fluieri, nu-i așa, Steve? Doar îți lipești buzele și sufli.” 
Proprietatea lui Bogart a avut o valoare brută de 910.146 dolari americani și o valoare netă de 737.668 dolari americani (8,3 milioane dolari americani și, respectiv, 6,7 milioane dolari americani în 2019).

## Premii și onoruri

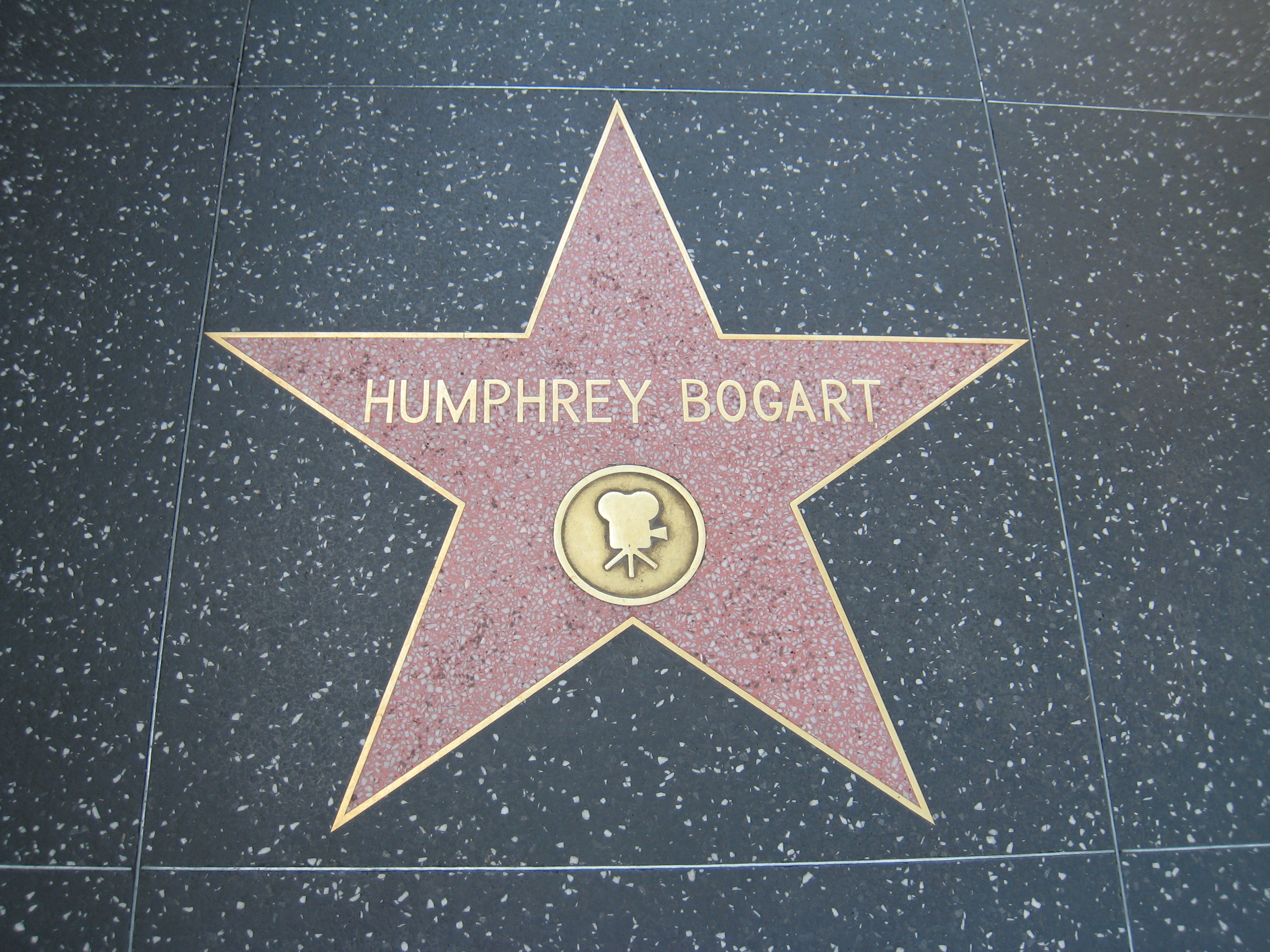
Steaua lui Bogart de pe Walk of Fame, la adresa 6322 Hollywood Boulevard

La 21 august 1946, și-a lăsat amprentele și urma mâinilor în ciment într-o ceremonie la Teatrul Chinezesc al lui Grauman. La 8 februarie 1960, Bogart a fost introdus postum în Walk of Fame la adresa 6322 Hollywood Boulevard.
| An   | Premiu            | Film                | Rezultat     |
| ---- | ----------------- | ------------------- | ------------ |
| 1943 | Cel mai bun actor | Casablanca          | Nominalizare |
| 1951 | Cel mai bun actor | Regina africană     | Câștigat     |
| 1954 | Cel mai bun actor | Revolta de pe Caine | Nominalizare |

## Moștenire și omagii

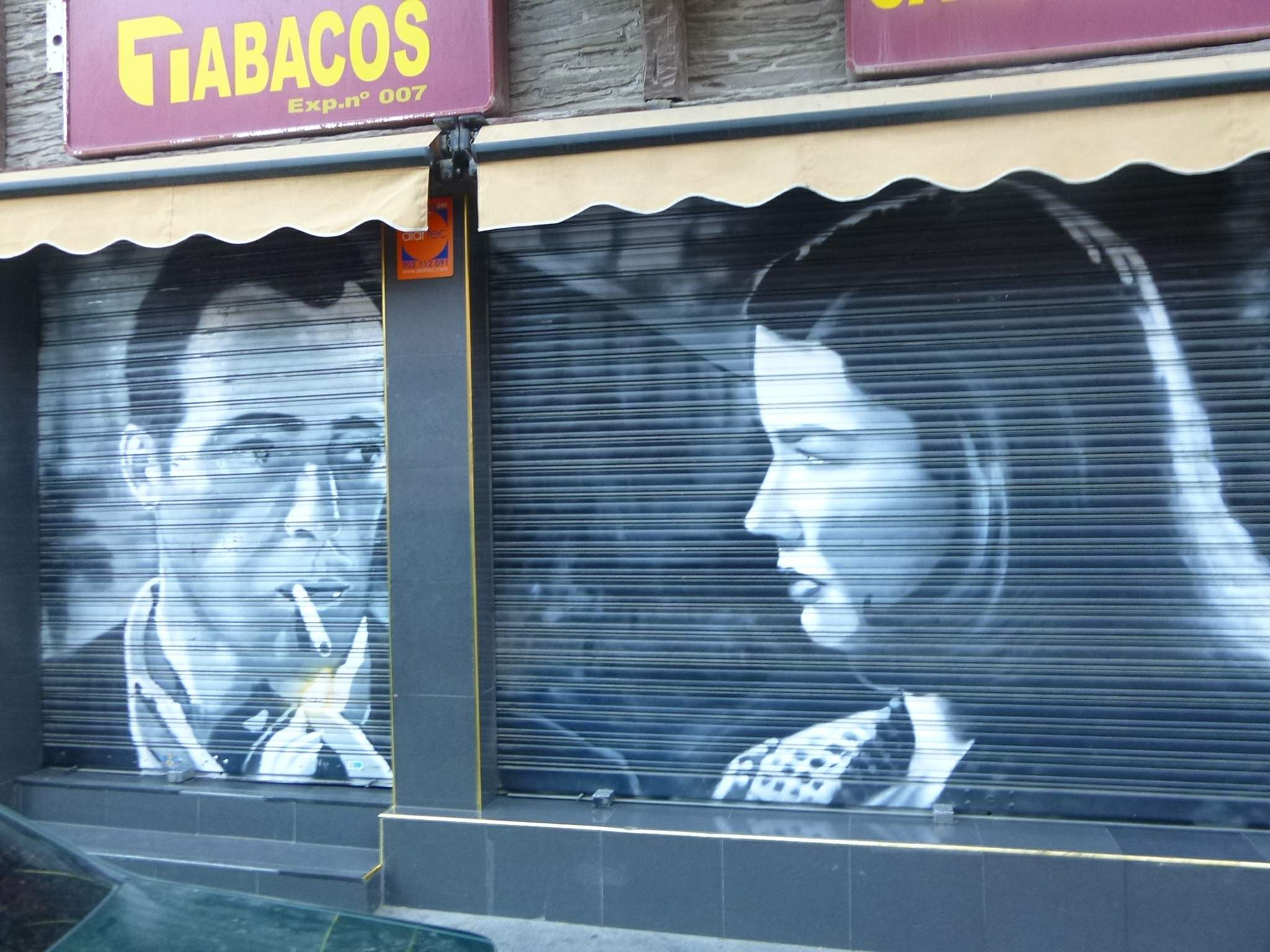
Artă urbană stradală din 2015 cu Bogart, în Spania

După moartea sa, s-a format un "cult Bogie" la Teatrul Brattle din Cambridge, Massachusetts, în Greenwich Village și în Franța; acest lucru a contribuit la creșterea popularității sale la sfârșitul anilor 1950 și 1960. În 1997, revista Entertainment Weekly l-a clasat pe Bogart drept legenda numărul unu a filmelor din toate timpurile; doi ani mai târziu, Institutul American de Film l-a considerat cea mai mare legendă masculină a ecranului.
Cu sufletul la gură (Breathless, 1960) regizat de Jean-Luc Godard a fost primul film care i-a adus omagiu lui Bogart. Un deceniu mai târziu, în comedia lui Woody Allen Mai cântă o dată, Sam (Play It Again, Sam, 1972), fantoma lui Bogart ajută personajul lui Allen: un critic de film care are dificultăți cu femeile, acesta spune că „viața sa sexuală s-a transformat în Pădurea împietrită”.
Serviciul Poștal al Statelor Unite l-a onorat pe Bogart cu o ștampilă în seria „Legendele Hollywoodului” în 1997, a treia persoană recunoscută. La o ceremonie la care au participat Lauren Bacall și copiii lui Bogart, Stephen și Leslie, președintele consiliului de administrație al poștei, Tirso del Junco, i-a adus un tribut:
„Astăzi, marcăm un alt capitol din moștenirea lui Bogart. Cu o imagine care este mică și totuși la fel de puternică precum cele pe care le-a lăsat în celuloid, vom începe astăzi să-i ducem arta, puterea, calitatea sa unică de vedetă în mesaje care călătoresc prin lume.”
La 24 iunie 2006, strada 103 dintre Broadway și West End Avenue din New York City a fost redenumită Humphrey Bogart Place. Lauren Bacall și fiul ei, Stephen Bogart, au participat la ceremonie. „Bogie n-ar fi crezut niciodată”, le-a spus ea oficialilor orașului adunați și privitorilor.

### În cultura populară
Bogart a inspirat o serie de artiști. Două desene animate cu Bugs Bunny l-au prezentat pe actor: Slick Hare (1947) și 8 Ball Bunny (1950, bazat pe Comoara din Sierra Madre).
Omul cu chipul lui Bogart (The Man with Bogart's Face, 1981, cu Robert Sacchi în rolul lui Bogart) a reprezentat un omagiu adus actorului.
Versurile piesei lui Bertie Higgins din 1981, „Key Largo”, se referă la două dintre filmele lui Bogart, Key Largo și Casablanca.

## Apariții notabile la radio
| Data               | Program                       | Episod                                    |
| ------------------ | ----------------------------- | ----------------------------------------- |
| 17 aprilie 1939    | Lux Radio Theatre             | Bullets or Ballots                        |
| 1940               | The Gulf Screen Guild Theater | Pădurea împietrită                        |
| 1941               | The Gulf Screen Guild Theater | If Only She Could Cook                    |
| 1941               | The Gulf Screen Guild Theater | Dubla existență a doctorului Clitterhouse |
| 1941               | The Gulf Screen Guild Theater | If You Could Only Cook                    |
| 4 ianuarie 1942    | The Screen Guild Theater      | High Sierra                               |
| 1943               | The Screen Guild Theater      | Casablanca                                |
| 20 septembrie 1943 | The Screen Guild Theater      | Șoimul maltez                             |
| 1944               | Screen Guild Players          | High Sierra                               |
| 30 aprilie 1945    | Lux Radio Theatre             | Moontide                                  |
| 3 iulie 1946       | Academy Award Theater         | Șoimul maltez                             |
| 1946               | Lux Radio Theatre             | A avea sau a nu avea                      |
| 18 aprilie 1949    | Lux Radio Theatre             | Comoara din Sierra Madre                  |
| 1951–52            | Bold Venture                  | Serie de 78 de episoade                   |
| 1952               | Stars in the Air              | Casa din strada 92                        |
| 1952               | Lux Radio Theatre             | Regina africană                           |